# Die Montagsmaler
Die Montagsmaler war eine Schnellratesendung des Deutschen Fernsehens, in der gezeichnete Begriffe erraten werden mussten.

## Laufzeit
Die Spielshow lief von 1969 bis 1972 unter dem Titel Punkt, Punkt, Komma, Strich auf Südwest 3 und wurde zunächst von Fred Sackmann, ab 1971 von Frank Elstner moderiert.
Nach einigen konzeptionellen Änderungen ging die Sendung am 14. Januar 1974 unter dem Titel Die Montagsmaler mit Frank Elstner im Abendprogramm des Deutschen Fernsehens auf Sendung. Mit dessen Ausstieg wechselte die Sendung vom 13. Juni 1980 bis zum 16. Oktober 1981 zunächst wieder zu Südwest 3 und wurde auch von anderen ARD-Regionalprogrammen übernommen.
Am 24. Dezember 1981 wurde die Sendung einmalig um 15:45 Uhr im ARD-Nachmittagsprogramm ausgestrahlt als Sonderausgabe zum Heiligabend, in der ausschließlich Kindermannschaften gegen- und miteinander spielten. Fortan wurden Die Montagsmaler ab dem 19. Januar 1982 dann auch wieder im bundesweit ausgestrahlten Hauptabendprogramm des Deutschen Fernsehens am Dienstagabend um 20:15 Uhr gezeigt. Diesen Sendeplatz behielt die Sendung bis zum 20. Dezember 1988.
Vom 6. März 1989 bis zum 20. November 1989 kehrte die beliebte Spielshow mit 10 Ausgaben (Folge 122 bis 131) jeweils wieder auf den Montagabend zurück. Diese 10 Sendungen waren jeweils um 17:33 Uhr, ausschließlich im damals noch regional getrennten ARD-Vorabendprogramm von SDR und SWF, zu sehen, bevor die Spielshow erneut auf andere Sendeplätze am Vorabend verlegt wurde. Damit verblieben Die Montagsmaler bis zum 28. Dezember 1992 im regionalen Vorabendprogramm des Ersten.
Nach einer einjährigen Pause im Jahr 1993 ging es im Januar 1994 im Programm von Südwest 3 mit neuen Folgen weiter, die nun jedoch nur noch eine halbe Stunde dauerten. Am 8. Juli 1996 strahlte der Sender auf diesem Sendeplatz die 244. und letzte Folge der Montagsmaler aus. Die restlichen sechs Folgen, die ursprünglich bis zur 250. Ausgabe geplant waren, wurden vom Sender nicht mehr produziert, da die Zuschauerquoten seinerzeit nicht mehr die gewünschte Höhe erreicht hatten.

## Konzept

### Titel
Der Name der Sendung lehnt sich an den umgangssprachlichen Begriff Sonntagsmaler an, wegen des ursprünglichen Sendetermins wurde daraus Die Montagsmaler. Dementsprechend erhielten die erwachsenen Gäste meist Gemälde der Naiven Malerei als Preise. Während der Laufzeit unter Frank Elstner wechselte der Sendetermin von Montag auf Dienstag. Der Begriff Montagsmaler war jedoch beim Publikum bereits so fest etabliert, dass man ihn auch trotz der geänderten Programmstruktur beibehielt.

### Ablauf
Pro Ausgabe traten vier Gruppen an: Zuerst zwei Kinder-Mannschaften, anschließend zwei Erwachsenen-Teams, die oft aus Prominenten bestanden. Ab Anfang der 1980er Jahre traten die jeweiligen Sieger der Kinder und Erwachsenen gegeneinander in einer Finalrunde an. Ab der 229. Sendung vom 30. Oktober 1995 bestanden die beiden Erwachsen-Teams vorwiegend aus drei Mitgliedern von Vereinen oder Berufsgruppen, die jeweils durch die Mitwirkung eines prominenten Team-Kapitäns unterstützt wurden. In der Regel bestand dabei zwischen den prominenten Mitspielern und den in der Sendung anwesenden Vereinen oder Berufsgruppen irgendein sinnvoller Bezug.
Zu den ersten prominenten Team-Kapitänen gehörten ab dem 30. Oktober 1995 u. a. Lydia Huber, Ingrid Steeger, Eva Pflug, Jürgen von Gartzen, Georg Hackl, Stefan Moll, Angela Wiedl und Elke Martens.
In einer vorgegebenen Zeit versuchten die Teams, so viele gezeichnete Begriffe wie möglich zu erraten. Dazu trat reihum immer ein Kandidat der Mannschaft nach vorn an ein „Telestrator“ genanntes Zeichenbrett (in ein Pult eingelassener Monitor) und malte mit einem Lichtgriffel den vorgegebenen Begriff. Die Lösung durfte vom Maler nicht verraten werden, Zahlen und Buchstaben zu zeichnen war ebenfalls nicht erlaubt. Die anderen Gruppenmitglieder sahen die Zeichnung auf einem Bildschirm vor ihrer Ratebank und mussten während des Malvorgangs raten. Wer die meisten Punkte für erratene Begriffe sammeln konnte, kam eine Runde weiter. In der zweiten Erwachsenen-Runde mussten die Begriffe binnen 30 Sekunden erraten werden. Wurde dies nicht geschafft, wurde der Begriff übersprungen und es wurden 3 Punkte abgezogen.
Oft wurden zusammengesetzte Begriffe gewählt, die zweiteilig gezeichnet werden konnten. Die zweite Erwachsenenrunde enthielt auch Redewendungen, Sprichwörter oder Titel aus Kunst und Kultur. Eine typische Schnellrate-Attacke bildete die Floskel Hund, Katze, Maus, die allerdings selten zum Ziel führte.
Charakteristisch für die Raterunden war eine gestrichelte Uhrenanzeige, die sich mit Ablauf der Rateminute rund um den Bildschirm vervollständigte. Diese Anzeige wurde bereits in den 1950er Jahren bei der Spielshow Nur nicht nervös werden eingesetzt.

### Preise
Die Gewinner der Kinder-Mannschaften erhielten hauptsächlich Spielwaren als Sachpreise. Für die erwachsenen Sieger hingen im Hintergrund die von Zuschauern eingesendeten selbstgemalten Bilder in verschiedenen Maltechniken und Größen als Gewinn. Zur Erinnerung erhielt jeder ein Gruppenfoto aller Teilnehmer.
Anfang der 1980er Jahre kamen Die Klexe als Maskottchen zur Show. Sie waren neben einem Maler, genannt Max, im Zeichentrick-Vorspann zu sehen. Die Teilnehmer der Show erhielten als Preis eine der Klexe-Puppen, die – auch als Merchandising-Artikel eingesetzt – gemalte Bilder ersetzten. Die Gewinner bekamen außerdem den Goldenen Montagsmaler, eine kleine, ca. 6 cm große Miniatur-Figur. Ab dem Jahr 1989 wurde auf die Ausgabe der Goldenen Montagsmaler verzichtet. Stattdessen wurden am Ende jeder Sendung die erzielten Punkte der Kinder-Siegermannschaft und der Erwachsenen-Sieger zusammengerechnet, wobei jeder Punkt einem Wert von 100 DM entsprach. Die Gesamtsumme (z. B. 100 Punkte = 10.000 DM) wurde anschließend jeweils für einen guten Zweck gespendet.

### Ratebegriffe
In den 1980er Jahren ging man dazu über, auch von Zuschauern eingesendete Begriffe für die Raterunden zu verwenden. Als Dankeschön erhielten sie ebenfalls eine der Klexe-Puppen und durften mit ihrem Partner die Produktion im Studio verfolgen.

### Musik
Musikalische Gäste bildeten lange Zeit einen festen Bestandteil der Show. Sie traten jeweils nach der ersten Raterunde mit Erwachsenen auf. In den Anfangsjahren sangen die Künstler live und wurden vom Jochen-Brauer-Sextett begleitet. Später ging man zum Vollplayback über; mit der 114. Folge vom 26. Januar 1988 stellte man diesen Programmteil komplett ein.
1985 veröffentlichte Werner Böhm gemeinsam mit den Maskottchen der Sendung als Max und die Klexe unter dem Titel In Klexdorf an der Tusche ist immer was im Busche eine LP beim Label RCA. Die Stimmen der Sänger für die Figuren hatte er dazu im Stil der Schlümpfe elektronisch verzerren lassen. Die ausgekoppelte Single „Schubidubidu“ sang Böhms damalige Ehefrau Mary Roos. Auch ihre Vokal-Aufnahme wurde dafür technisch verfremdet.
Das Titellied zu Die Montagsmaler stammte von Rolf-Hans Müller und wurde im Jahr 2000 erstmals auf CD veröffentlicht.

## Moderatoren
Die Show wurde mit Frank Elstner (53 Folgen vom 14. Januar 1974 bis 27. November 1979) als Moderator bundesweit im Deutschen Fernsehen ausgestrahlt.
Nach seinem Ausscheiden präsentierten Reinhard Mey (3 Folgen vom 13. Juni 1980 bis 19. Dezember 1980) und Sigi Harreis (188 Folgen vom 26. September 1980 bis 8. Juli 1996) die Sendung zunächst im Wechsel, bevor Sigi Harreis, bis zum endgültigen Abschluss der Sendereihe im Jahr 1996, die alleinige Moderation übernahm. Mey trat danach noch insgesamt viermal (Folge 67 vom 19. Januar 1982, Folge 84 vom 17. April 1984, Folge 94 vom 13. August 1985 und Folge 102 vom 19. August 1986), als musikalischer Stargast, im Showteil der Sendung auf.

## Wiederholungen
Zwischen dem 1. Oktober 2013 und dem 15. Mai 2018 sowie in verschiedenen Zeiträumen danach wiederholte das SWR Fernsehen in seinem Nachtprogramm von Montag auf Dienstag nahezu wöchentlich eine Ausgabe in meist chronologischer Reihenfolge; Ausnahmen bildeten dabei zum Beispiel Weihnachts- oder Faschingsausgaben, die jeweils an den entsprechend passenden Tagen des Jahres gesendet wurden.

## Trivia
In der Ära Frank Elstner versagte mitten im Spiel die Technik, was zu einem sofortigen Stopp des Spiels, bzw. einer längeren Unterbrechung desselbigen, während der Live-Sendung führte. Spontan funktionierte Elstner die 24. Ausgabe zur Talkshow um, was ihm unter den Talkmastern von ARD und ZDF, die als Kandidaten in dieser Sendung zu Gast waren, und Zuschauern große Sympathie einbrachte. Aufgrund dieser Panne und seiner Souveränität erhielt er kurze Zeit später die Goldene Kamera.

## Hinweis zu Erstsendungen der TV-Ausstrahlung
Ab 1992 wurden Die Montagsmaler immer am Montag im Regionalprogramm des SWF/SDR und HR um 17:35 Uhr gezeigt. Da die Sendungen zu diesem Zweck vorproduziert wurden, kann es vereinzelt vorkommen, dass in der Liste der Ausstrahlungen mit Sigi Harreis nicht das eigentliche Datum der Erstsendung, sondern das Produktionsdatum der jeweiligen Ausgabe angegeben ist. Darüber hinaus wurden die ersten der ab Januar 1994 ausgestrahlten Folgen bereits im Jahr 1993 vorproduziert, da die Entscheidung über die (vorläufige) Einstellung der Reihe sehr kurzfristig und damit erst nach deren Aufzeichnung fiel. Also sendete man diese zunächst mit einem Jahr Verspätung, bevor sich die neu produzierten Folgen daran anreihten. Man verzichtete allerdings kurzerhand auf die Ausstrahlung der Doppelfolge 177A und 177B vom 28. Dezember 1992. Die Ausstrahlung der ursprünglich für den 4. Januar 1993 geplanten 178. Ausgabe musste seinerzeit kurzfristig entfallen und erfolgte erst zum 31. Januar 1993.
Die Folgen 3, 7, 38–41, 48–51 und 133 sind im Archiv nicht mehr vorhanden.

## Liste der TV-Ausstrahlungen
| Folge                                      | Datum                                               | Moderation    | Mannschaft 1 | Mannschaft 2 | Showteil                                                                                         |
| ------------------------------------------ | --------------------------------------------------- | ------------- | --- | --- | ------------------------------------------------------------------------------------------------ |
| Sendetermin am Montag (Folgen 1–33)        |                                                     |               | | |                                                                                                  |
| 01                                         | 14. Januar 1974                                     | Frank Elstner | SCHALKE 04 Rolf Rüssmann Erwin Kremers Jürgen Sobieray Helmut Kremers | VFB STUTTGART Reinhold Zech Kurt Steinegge Hermann Ohlicher Heinz Stickel | Marek und Vacek Pepe-Lienhard-Sextett                                                            |
| 02                                         | 11. Februar 1974                                    | Frank Elstner | HSV HAMBURG | EINTRACHT FRANKFURT | Joy Fleming Les Clochards                                                                        |
| 03                                         | 11. März 1974                                       | Frank Elstner | FC BAYERN MÜNCHEN | BORUSSIA MÖNCHENGLADBACH | Cindy und Bert                                                                                   |
| 04                                         | 8. April 1974                                       | Frank Elstner | HERTHA BSC Horst Wolter Thomas Zander Angelika Toppel Johannes Riedl Holger Brück | 1. FC. KAISERSLAUTERN Norbert Schneider Klaus Ackermann Fritz Fuchs Josef Stabel | Ralf Wolter                                                                                      |
| 05                                         | 16. September 1974 1. Viertelfinale                 | Frank Elstner | BORUSSIA MÖNCHENGLADBACH Alfred Gerhards Lorenz Hilkes Horst Köppel Uli Stielike | EINTRACHT FRANKFURT Thomas Rohrbach Sylvia Schenk Klaus Schmittinger Gert Trinklein | Ireen Sheer Herbert Reiner Les Clochards                                                         |
| 06                                         | 21. Oktober 1974 2. Viertelfinale                   | Frank Elstner | VFB STUTTGART | 1. FC KAISERSLAUTERN |                                                                                                  |
| 07                                         | 18. November 1974 Halbfinale                        | Frank Elstner | VFB STUTTGART | BORUSSIA MÖNCHENGLADBACH | Katja Ebstein Les Clochards                                                                      |
| 08                                         | 16. Dezember 1974 Finale                            | Frank Elstner | EINTRACHT FRANKFURT | 1. FC KAISERSLAUTERN |                                                                                                  |
| 09                                         | 27. Januar 1975                                     | Frank Elstner | ZDF-ANSAGER Siegfried Andrich Jutta Arzt Elfie von Kalckreuth Victoria Voncampe | ARD-ANSAGER Claus Eckert Karin Tietze-Ludwig Carolin Reiber Hanni Vanhaiden | Ivan Rebroff                                                                                     |
| 10                                         | 3. März 1975                                        | Frank Elstner | ZDF-HITPARADE Dieter Thomas Heck Chris Roberts Jutta Berger (Cindy) Norbert Berger (Bert) | ARD-MUSIK AUS STUDIO B Henning Venske Lisa Fitz Wolfgang Klein Marion Kuhlau | Vicky Leandros                                                                                   |
| 11                                         | 7. April 1975                                       | Frank Elstner | ZDF-SPORTSTUDIO | ARD-SPORTSCHAU |                                                                                                  |
| 12                                         | 12. Mai 1975                                        | Frank Elstner | ZDF-LÖWINGER-BÜHNE | ARD-MILLOWITSCH-THEATER | Mireille Mathieu (ist nicht aufgetreten, sie war erkrankt)                                       |
| 13                                         | 4. August 1975                                      | Frank Elstner | ZDF-HEUTE | ARD-TAGESSCHAU |                                                                                                  |
| 14                                         | 15. September 1975                                  | Frank Elstner | ZDF-STARPARADE Rainer Holbe Lena Valaitis Iris Wachalowsky Ewald Burike | ARD-MUSIKLADEN Manfred Sexauer Uschi Nerke Angi Domdey Andreas von der Meden | Ulrich Roski Jochen-Brauer-Sextett                                                               |
| 15                                         | 27. Oktober 1975                                    | Frank Elstner | ZDF-MAGAZIN & BILANZ Gerhard Löwenthal Fritz Schenk Wolfgang Schröder Jochen Schweizer | ARD-PANORAMA & PLUSMINUS Dr. jur. Gerhard Bott Dr. phil. Luc Jochimsen Manfred Trebes Wolf-Dieter Ebersbach | Mireille Mathieu Pepe-Lienhard-Band                                                              |
| 16                                         | 8. Dezember 1975                                    | Frank Elstner | ZDF-DISCO Peter Maffay Jürgen Marcus Tina York Ilja Richter | ARD-SCHNICKSCHNACK Heinz Eckner Klaus Wildbolz Mary Roos Horst Janson | The Golden Gate Quartet Pepe-Lienhard-Band                                                       |
| 17                                         | 5. Januar 1976                                      | Frank Elstner | ZDF-DALLI DALLI Hans Rosenthal Brigitte Xander Ekkehard Fritsch Heinrich Riethmüller | ARD-KLIMBIM Ingrid Steeger Elisabeth Volkmann Horst Jüssen Helmut Holger | Udo Jürgens Günter-Kallmann-Chor                                                                 |
| 18                                         | 16. Februar 1976                                    | Frank Elstner | ZDF-HÄTTEN SIE HEUT’ ZEIT FÜR MICH Michael Schanze Christiane Rücker Ernst H. Hilbich Dieter Pröttel | ARD-ALLES ODER NICHTS Günther Schramm Anke Kröning Georg Marischka Ortwin Hemann | Peggy March                                                                                      |
| 19                                         | 29. März 1976                                       | Frank Elstner | ZDF-MUSIK IST TRUMPF Peter Frankenfeld Lonny Kellner-Frankenfeld Irene Mann Werner Twardy | ARD-ZUM BLAUEN BOCK Heinz Schenk Lia Wöhr Franz Grothe Erika Köth | Knut Kiesewetter                                                                                 |
| 20                                         | 17. Mai 1976                                        | Frank Elstner | ZDF-BONNER PERSPEKTIVEN Hans-Joachim Reiche Peter Ellgaard Horst Keller Gerd Schroers | ARD-BERICHT AUS BONN Friedrich Nowottny Ernst-Dieter Lueg Cornelius Bormann Hilmar von Poser | Roger Whittaker                                                                                  |
| 21                                         | 21. Juni 1976                                       | Frank Elstner | ZDF-DER GROSSE PREIS Wim Thoelke Beate Hopf Georg Martin Lange Eberhard Glaeser | ARD-WAS BIN ICH? Robert Lembke Hans Sachs Annette von Aretin Anneliese Fleyenschmidt | Peter Horton                                                                                     |
| 22                                         | 23. August 1976                                     | Frank Elstner | ZDF-LUSTIGE MUSIKANTEN Maxl Graf Ruth Kappelsberger Sepp Viellechner Ellen Friese | ARD-HAIFISCHBAR Heidi Kabel Heidi Mahler Edgar Bessen Carl Bay | Erik Silvester                                                                                   |
| 23                                         | 4. Oktober 1976                                     | Frank Elstner | ZDF-WETTERBERICHT Uwe Wesp Ulrich Franz Karla Wege Martin Teich | ARD-DAS WORT ZUM SONNTAG Ernst-Wilhelm Nusselein Hans-Peter Rieder Manfred Rester Jörg Zink | Costa Cordalis                                                                                   |
| 24                                         | 8. November 1976                                    | Frank Elstner | ZDF-TALKMASTER Guido Baumann Carlheinz Hollmann Jürgen Lorenz Walther Schmieding | ARD-TALKMASTER Gustav Knuth Henno Lohmeyer Reinhard Münchenhagen Hansjürgen Rosenbauer | Nipso Brantner & Band                                                                            |
| 25                                         | 20. Dezember 1976                                   | Frank Elstner | ZDF-SILVESTERSHOW Freddy Quinn Marlène Charell Roberto Blanco Tonia | ARD-SPIEL MIT MIR / AUF LOS GEHT'S LOS Joachim (Blacky) Fuchsberger Sigi Harreis Erwin Lehn Rolf-Hans Müller | Caterina Valente                                                                                 |
| 26                                         | 24. Januar 1977                                     | Frank Elstner | ZDF-MAINZER FASTNACHT Margit Sponheimer Rolf Braun Herbert Bonewitz Bernd Mühe | ARD-KÖLNER KARNEVAL Franz Pohl Heinz-Helmut Simon Günter Eilemann Kurt Lauterbach | Schobert & Black                                                                                 |
| 27                                         | 7. März 1977                                        | Frank Elstner | ZDF-DREHSCHEIBE Oldwig Jahnke Ulrike von Möllendorff Gerhard Mausbach Helge Philipp | ARD-TALENTSCHUPPEN Bill Ramsey Joana Dieter Wendrich Peter Petrel | Rex Gildo                                                                                        |
| 28                                         | 18. April 1977                                      | Frank Elstner | ZDF-NOTIZEN AUS DER PROVINZ Dieter Hildebrandt Sammy Drechsel Klaus Peter Schreiner Helmut Ruge | ARD-MONITOR Claus Hinrich Casdorff Rudolf Rohlinger Ulrich Wickert Jochen Maas | Bata Illic, Ricky King, die Hit-Kids und die Aruva-Steel-Band                                    |
| 29                                         | 6. Juni 1977                                        | Frank Elstner | ZDF-KENNZEICHEN D Hanns Werner Schwarze Joachim Jauer Harald Jung Dirk Sager | ARD-REPORT Franz Alt Hannelore Gadatsch Thomas Travaglini Jochen Waldmann | Franz Alt als Zauberkünstler Jochen-Brauer-Sextett                                               |
| 30                                         | 18. Juli 1977                                       | Frank Elstner | ZDF-GESUNDHEITSMAGAZIN PRAXIS Hans Mohl Brigitte Herrmann Rudolf Schwartz Gunther Vogel | ARD-RATGEBER Wolf Littmann Lore Greintz Winfried Göpfert Bernd Leptihn | Gitte Haenning                                                                                   |
| 31                                         | 29. August 1977                                     | Frank Elstner | BERLINER ORIGINALE Christel Eichenrot Otto Wenkmann Werner Gätke | BERLINER PROMINENZ Paul Kuhn Edith Hancke Boleslaw Barlog | Reinhard Mey                                                                                     |
| 32                                         | 10. Oktober 1977                                    | Frank Elstner | ZDF-KENNEN SIE DIE LINDEMANNS Hans-Georg Panczak Barbara Rütting Ute Willing | ARD-PLATTENKÜCHE Rainer Basedow Helga Feddersen Frank Zander | Gheorghe Zamfir                                                                                  |
| 33                                         | 14. November 1977                                   | Frank Elstner | ZDF-HALLO PETER Peter Kraus Liselotte Pulver Peggy March Roberto Blanco | ARD-DIE KETTE Harald Leipnitz Michael Hinz Beatrice Richter Rolf von Sydow | Peter Maffay                                                                                     |
| Sendetermin am Dienstag (Folgen 34–53)     |                                                     |               | | |                                                                                                  |
| 34                                         | 10. Januar 1978                                     | Frank Elstner | ZDF-SILVESTER TANZPARTY Jürgen von Manger Gitte Haenning Costa Cordalis Jürgen Drews | ARD-M.O.T. MUSIC ON TOP Wolf-Dieter Stubel Dorthe Kollo Juliane Werding Lonzo Westphal | Marek und Vacek Jochen-Brauer-Sextett                                                            |
| 35                                         | 14. Februar 1978                                    | Frank Elstner | ECHTE KOMMISSARE Rosemarie Frommhold Karl Brieger Dieter Schenk Gerhard Unger | FALSCHE KOMMISSARE Gustl Bayrhammer Knut Hinz Katinka Hoffmann Günther Schramm | Udo Jürgens                                                                                      |
| 36                                         | 21. März 1978                                       | Frank Elstner | ZDF-HEUTE-JOURNAL Karlheinz Rudolph Rut Speer Dieter Kronzucker Klaus Bresser | ARD-TAGESTHEMEN Dagmar Berghoff Klaus Stephan Willrun Dieck Hans Bursig | Liselotte Pulver Bielefelder Kinderchor Samson & Tiffy aus der Sesamstraße Jochen-Brauer-Sextett |
| 37                                         | 25. April 1978                                      | Frank Elstner | ZDF-DEUTSCHE KREBSHILFE Mildred Scheel Anneliese Rothenberger Friedrich Ludwig Müller Gerhard Ott | ARD-EIN PLATZ AN DER SONNE Hanni Vanhaiden Jochen Pützenbacher Michael Schanze Jochen Richert | Michael Schanze mit dem Lied der ARD-Fernsehlotterie 1978                                        |
| 38                                         | 30. Mai 1978                                        | Frank Elstner | HANDBALL-WELTMEISTER Vlado Stenzel Manfred Hofmann | FUSSBALL-WELTMEISTER Horst Eckel Horst-Dieter Höttges Wolfgang Overath | Katja Ebstein                                                                                    |
| 39                                         | 4. Juli 1978                                        | Frank Elstner | ZDF-SING MIT DEN FISCHER-CHÖREN | ARD-FREDL FESL & GÄSTE | Okko, Lonzo, Berry, Chris & Timpe mit Die Story unsrer kleinen Family                            |
| 40                                         | 8. August 1978                                      | Frank Elstner | ZDF-EHEN VOR GERICHT | ARD-DAS FERNSEHGERICHT TAGT |                                                                                                  |
| 41                                         | 12. September 1978                                  | Frank Elstner | ANSAGERINNEN | SPRECHER |                                                                                                  |
| 42                                         | 31. Oktober 1978                                    | Frank Elstner | NAIVE MALER Karin Wiesmann Manfred Söhl Renate Döbler Uwe Börn | MALENDE PROMINENTE Katja Ebstein Reinhard Mey Dunja Rajter Jürgen Draeger | Dunja Rajter Jochen-Brauer-Sextett                                                               |
| 43                                         | 12. Dezember 1978                                   | Frank Elstner | ZDF-SILVESTERSHOW Caterina Valente Klaus Havenstein Ireen Sheer Horst Jankowski | ARD-SILVESTERABEND Siegfried Palm Lucy Peacock Toni Blankenheim Siegfried Jerusalem | Charles Aznavour                                                                                 |
| 44                                         | 9. Januar 1979                                      | Frank Elstner | FUSSBALLTRAINER Jupp Derwall Karl-Heinz Feldkamp Jürgen Sundermann Wolfgang Weber | SPORTMODERATOREN Hanns Joachim Friedrichs Ernst Huberty Harry Valérien Werner Zimmer | Freddy Quinn Jochen-Brauer-Sextett                                                               |
| 45                                         | 6. Februar 1979                                     | Frank Elstner | FRANKFURTER FLUGHAFEN Erich Becker Ingeborg Löwental Ulrike Lukas Pater Walter Mader | BIOS BAHNHOF Alfred Biolek Ilse Werner Salvatore Adamo Peter Herbolzheimer | Jürgen Marcus Jochen-Brauer-Sextett                                                              |
| 46                                         | 6. März 1979                                        | Frank Elstner | SYNCHRONSPRECHERINNEN Margot Leonard (Brigitte Bardot) Eva Pflug (Julie Christie) Anita Kupsch (Rita Tushingham) Mady Rahl (Lucille Ball) | SYNCHRONSPRECHER Rainer Brandt (Tony Curtis) Heinz Engelmann (William Holden) Friedrich Schönfelder (David Niven) Herbert Stass (Frank Sinatra) | Howard Carpendale mit Begleitband und dem Botho-Lucas-Chor                                       |
| 47                                         | 3. April 1979                                       | Frank Elstner | ZDF-HITPARADE Dieter Thomas Heck Roy Black Bernd Clüver Ramona Wulf | ARD-POP 79 Volker Lechtenbrink Elke Heidenreich Chris Howland Etta Cameron | Kevin Johnson Jochen-Brauer-Sextett                                                              |
| 48                                         | 8. Mai 1979                                         | Frank Elstner | ECHTER ZIRKUS | TV-LIEDERZIRKUS |                                                                                                  |
| 49                                         | 26. Juni 1979                                       | Frank Elstner | SINGENDE SPORTLER | SPORTLICHE SÄNGER |                                                                                                  |
| 50                                         | 28. August 1979                                     | Frank Elstner | PROGRAMMKRITIKER | PROGRAMMVERANTWORTLICHE |                                                                                                  |
| 51                                         | 25. September 1979                                  | Frank Elstner | JUNGSTARS VON HEUTE Martin Semmelrogge Rebecca Völz | JUNGSTARS VON GESTERN Heidi Brühl Hansi Kraus Karin Baal Elke Aberle |                                                                                                  |
| 52                                         | 30. Oktober 1979                                    | Frank Elstner | PROMINENTE FUSSGÄNGER Richard Stücklen Heidelinde Weis Philip Rosenthal Josef Ertl | PROMINENTE AUTOFAHRER Georg Leber Margot Werner Norbert Blüm Horst Ehmke | Zum 50. Mal in den Montagsmalern: Das-Jochen-Brauer-Sextett (Soloauftritt)                       |
| 53                                         | 27. November 1979                                   | Frank Elstner | ZDF-MODERATOREN Walther Schmieding Anneliese Rothenberger Hans Rosenthal Michael Schanze | ARD-MODERATOREN Alfred Biolek Carolin Reiber Ernst-Wilhelm Nusselein Heinz Eckner | Rückblick auf 6 Jahre Montagsmaler mit Frank Elstner                                             |
| Sendetermin am Freitag (Folgen 54–65)      |                                                     |               | | |                                                                                                  |
| 54                                         | 13. Juni 1980                                       | Reinhard Mey  | BÄUERINNEN Dagmar Boese Agnes Reddemann Waltraud Ullrich Ludwiga Friedel | MÖNCHE Pater Angelus Pater Celestin Pater Anselm Bruder Hillarius | Blasorchester der Benediktiner-Abtei Münster-Schwarzach Leitung: Otto Enzer                      |
| 55                                         | 26. September 1980                                  | Sigi Harreis  | NADELPRINZESSINNEN Doris Hannak Christine Redmann Kirsten Schubert-Wagner Brigitte Schulz | MODESCHÖPFER Willy Bogner Claudia Skoda Detlef Albers Renata Veneschur | Die Jerichos                                                                                     |
| 56                                         | 24. Oktober 1980                                    | Reinhard Mey  | HEBAMMEN Elisabeth Heinrich Frieda-Maria Klotz Irmgard Röhl Christine Tonner | METEOROLOGEN Josef Strobel Leopold Pletter Hilger Erdmann Uwe Wesp | The Kelly Family                                                                                 |
| 57                                         | 21. November 1980                                   | Sigi Harreis  | MUSKELMÄNNER Jusup Wilkosz Gernulf Garbe Karl Blömer Reinhard Smolana | SCHÖNHEITSKÖNIGINNEN Susanne Erichsen Gabriella Brum Petra Schürmann-Freund Gesine Froese | Amanda Lear                                                                                      |
| 58                                         | 19. Dezember 1980                                   | Reinhard Mey  | MARKTFRAUEN Ingrid Spöttling Hildegard Arnold Marlene Hillenbrand Theresia Kirschenlohr | KABARETTISTEN Astrid Jacob Dieter Hildebrandt Hans Scheibner Helmut Ruge | Margot Werner                                                                                    |
| 59                                         | 9. Januar 1981                                      | Sigi Harreis  | TAXIFAHRERINNEN Brigitta Holtschik Marianne Gallai Renate Steinringer Ursula Müller | RENNFAHRER Fritz Huschke von Hanstein Winfried Graf von Olinski Harald Ertl Klaus Ludwig | Precious Wilson mit Begleitband                                                                  |
| 60                                         | 27. Februar 1981                                    | Sigi Harreis  | BÜRGER Wendelin Schulze Jennifer Low-Boldin Gerd Luther Annemarie Fleischmann | BÜRGERMEISTER Philip Brugger, Lahr Karl Portz, Heidelberg Oskar Lafontaine, Saarbrücken Georg Miesgang, Burghausen | Lisa Fitz und Ali Khan                                                                           |
| 61                                         | 10. April 1981                                      | Sigi Harreis  | WIRTINNEN Margarit Höhn Toni Netzle Lilo Hoshin Lia Wöhr | STAMMGÄSTE Karl Groß Franz Marischka Robert T. Odeman Gerard Walther | Tony Marshall                                                                                    |
| 62                                         | 29. Mai 1981                                        | Sigi Harreis  | FRISEURE Marlies Möller Gerhard Meir Marcel Udo Walz | PROMINENTE KUNDINNEN Gitte Haenning Christiane Krüger Angela Möllemann Petra Müller | The Hornettes                                                                                    |
| 63                                         | 10. Juli 1981                                       | Sigi Harreis  | NAIVE MALERINNEN | LAIENDARSTELLER |                                                                                                  |
| 64                                         | 4. September 1981                                   | Sigi Harreis  | THE HORNETTES Christina Harrison Lucy Neale Gitta Walther Linda G. Thompson | RINGER Willibald Liebgott Martin Knosp Adolf Seger Wilfried Dietrich | Joana                                                                                            |
| 65                                         | 16. Oktober 1981                                    | Sigi Harreis  | KINDERBUCHAUTORINNEN Renate Fink Ursula Fuchs Ingeburg Kanstein Margaret Steenkamp | KINDERBUCHAUTOREN Ludger Jochmann Günter Levewer Paul Maar Eugen Oker | Buenaventura                                                                                     |
| 66                                         | 24. Dezember 1981 (Do)                              | Sigi Harreis  | ZWEI KINDERMANNSCHAFTEN BALLETTKINDER, OFFENBURG Petra Jochimsen Katja Lorey Angelika Fitzmaier Christina Kogge gegen CELLOKINDER, BERLIN Nikolaus Klaus Malte Zöckler Mathias Macher Björn Roman                                                                                                  | ZWEI KINDERMANNSCHAFTEN TROMPETENKINDER, PORTA WESTFALICA Sonja Feldner Tanja Dieckmann Angart Fier Ira Edler gegen DICHTERKINDER, DUISBURG Marcel Schreiber Heike Maier Ralf Müller Nicole Siebert | Cambridge Buskers (Straßenmusikanten) Fred Maro (Zauberkünstler)                                 |
| Sendetermin am Dienstag (Folgen 67–121)    |                                                     |               | | |                                                                                                  |
| 67                                         | 19. Januar 1982                                     | Sigi Harreis  | PROMINENTES FRAUEN-TEAM Anja Silja Marlies Bloomharry Heide Ecker-Rosendahl Renate Hellwig | FACHJOURNALISTEN Wolfgang Schröder Helmut Lesch Franz Alt Dieter Kürten | Reinhard Mey                                                                                     |
| 68                                         | 2. März 1982                                        | Sigi Harreis  | TÖCHTER Mercedes Blanco Anne Bennent Annette Sachs Rebecca Völz | VÄTER Roberto Blanco Heinz Bennent Hans Sachs Wolfgang Völz | Paola                                                                                            |
| 69                                         | 20. April 1982                                      | Sigi Harreis  | SCHREIBENDE SCHAUSPIELER Heinz Eckner Heidi Brühl Kurt Felix Luise Ullrich | MALENDE SÄNGER Bibi Johns Arik Brauer Margit Schramm Hannelore Auer-Kramm | Howard Carpendale                                                                                |
| 70                                         | 1. Juli 1982 (Do)                                   | Sigi Harreis  | HOBBYKÖCHE Lia Wöhr Vico Torriani Barbara Rütting Günter Strack | MARKTFRAUEN Theresia Kirschenlohr Brigitte Knoll Gitta Kornholl Dieter Bruhn | Lena Valaitis                                                                                    |
| 71                                         | 10. August 1982                                     | Sigi Harreis  | TAXIFAHRERINNEN Gerda Urban Dietlinde Held Carola Hontschik Renate Koller | PILOTEN Rudolf Braunburg Gerald Bregger Harald Willmitzer Jürgen Jentschok | Jürgen Marcus                                                                                    |
| 72                                         | 19. Oktober 1982                                    | Sigi Harreis  | EHEFRAUEN Monika Holzner-Pflug Grit van Jüten Gabriele Wohmann Karin Tietze-Ludwig | EHEMÄNNER Fritz Gawens Hanno Bauer Rainer Wohmann Hans-Jürgen Tietze | Felicia Weathers                                                                                 |
| 73                                         | 7. Dezember 1982                                    | Sigi Harreis  | KLOSTERFRAUEN Priorin Schwester Adelgunde Brock Generaloberin Schwester Christiane Reuter Schwester Julietta Götz Schwester Kathrin Ziegler | BOTSCHAFTER Assjungbong Akh Benu, Togo Heiki Kalha, Finnland Artemios Zamados, Griechenland Leopold Bergegrün, Uruguay | Mireille Mathieu                                                                                 |
| 74                                         | 11. Januar 1983                                     | Sigi Harreis  | PRINZESSINNEN Stephanie die Erste von München (Faschingsprinzessin) Ursula die Vierte von Naukravia (Fastnachts-Stadtprinzessin zu Mannheim) Elke die Erste von der Touristik (Fastnachtsprinzessin aus Bad Dürkheim) Claudia die Erste von Bonn (Karnevalsprinzessin)                             | PRINZEN Franz Prinz von Hohenzollern Alfred „Alfi“ Prinz von Auersperg Leopold Prinz von Bayern Eduard Prinz von Anhalt | Costa Cordalis                                                                                   |
| 75                                         | 22. Februar 1983                                    | Sigi Harreis  | KÖCHINNEN Fräulein Julie Karin Nickel Petra Kuhn Agnes Amberg | HOTELIERS Helmut Peter Michael Rau Axel Möbus Maurice Deschandre | Ornella Vanoni                                                                                   |
| 76                                         | 19. April 1983                                      | Sigi Harreis  | EHEVERMITTLERINNEN Maria-Theresia Klee Maria-Theresia Lukaschik Brigitte Hollerer Renate Vogel | SHOWSTARS Peter Kraus Dieter Thomas Heck Heinz Schenk Dieter Pröttel | Taco Ockerse                                                                                     |
| 77                                         | 31. Mai 1983                                        | Sigi Harreis  | SÄNGERINNEN Cindy Berger Christina Harrison Dunja Rajter Su Kramer | MUSIKLEHRER Justus Scharschmidt Ernst Jochim Werner Roth Gerald Hornsteiner | Ingrid Peters & July Paul                                                                        |
| 78                                         | 19. Juli 1983                                       | Sigi Harreis  | ZOLLBEAMTE Jan Steetken Kurt Rödlisberger Cornelia Staal Armin Tschepp | PRIVATDETEKTIVE Bernd Sachse Gerhard Buchzik Joachim Raschke Carola Messerschmidt | The Hornettes                                                                                    |
| 79                                         | 30. August 1983                                     | Sigi Harreis  | KOMPONISTENWITWEN Vera Kálmán (Emmerich Kálmán) Ingrid Kreuder (Peter Kreuder) Lillie Claus-Dostal (Nico Dostal) Maria (Traudl) Winkler (Gerhard Winkler) | AUTOREN Curth Flatow Siegfried Fischer-Fabian Elke Heidenreich Klaus Peter Schreiner | Karel Gott                                                                                       |
| 80                                         | 11. Oktober 1983                                    | Sigi Harreis  | FERNFAHRER & FERNFAHRERINNEN Manfred Krug Dietlinde Kohler Karl-Heinz Niederbrügg Klaus Jäckel | RUNDFUNKSPRECHERINNEN Anne-Marie Sprotte-Cramer Brigitte Xander Heidrun von Goessel Elisabeth Schnell | Ricchi e Poveri                                                                                  |
| 81                                         | 22. November 1983                                   | Sigi Harreis  | MÄRCHEN Thomas Ohrner Ellis Kaut Maria Nindig Trudi Gerster | BALLETT Silke Bendel Heinz Spoerli Birgit Keil Irene Mann | Paola                                                                                            |
| 82                                         | 17. Januar 1984                                     | Sigi Harreis  | JODLER Maria Hellwig Marianne Hartl Michael Hartl Beni Ostler | WINTERSPORTLER Anderl Ostler Heidi Biebl Toni Sailer Rosi Mittermaier | Lena Valaitis                                                                                    |
| 83                                         | 28. Februar 1984                                    | Sigi Harreis  | OPER Walter Berry Brigitte Fassbaender Ileana Cotrubas Anneliese Rothenberger | LIEDERMACHER Herbert Grönemeyer Georg Danzer Joana Stephan Sulke | Tamás Hacki                                                                                      |
| 84                                         | 17. April 1984                                      | Sigi Harreis  | VOLKSSCHAUSPIEL Herma Koehn (Ohnsorg-Theater) Peter Millowitsch (Millowitsch-Theater) Liesel Christ (Volkstheater Frankfurt) Bernd Helfrich (Chiemgauer Volkstheater) | HUMOR Jürgen von der Lippe Mike Krüger Karl Dall Trude Herr | Reinhard Mey                                                                                     |
| 85                                         | 5. Juni 1984                                        | Sigi Harreis  | OLYMPIA-SPORTLERINNEN Regina Weber Gaby Bußmann Ina Beyermann Cornelia Hanisch | FUSSBALL-PROMINENZ Klaus Schlappner Willi O. Hoffmann Willi Lemke Walter Eschweiler | Gruppe TMF (Thomas Fuchsberger)                                                                  |
| 86                                         | 24. Juli 1984                                       | Sigi Harreis  | TOURISTIK-REISELEITER Belinda Udo Gabriele Barbara | FESTSPIEL-SCHAUSPIELER Ida Krottendorf Wolfgang Reichmann Ellen Schwiers Werner von Kramm | Angelika Milster                                                                                 |
| 87                                         | 11. September 1984                                  | Sigi Harreis  | SHOWMASTER Alfred Biolek Joachim Fuchsberger Thomas Gottschalk Michael Schanze | FRAUEN MIT AUSSERGEWÖHNLICHEN BERUFEN Judith Samouchi (Kapellmeisterin Oper Frankfurt) Carola Sommerey (Programmdirektorin Radio Bremen) Cordula-Sabrina Heinzel (Studiendirektorin, Mitglied im Fernsehrat des SWF) Marietta Kuntz (prom. Germanistin, Seekapitänin, weibl. Nautischer Offizier, Schweizerin) | Nana Mouskouri                                                                                   |
| 88                                         | 30. Oktober 1984                                    | Sigi Harreis  | EHEMALIGE KINDERSTARS Susanne Uhlen Horst Buchholz Oliver Grimm Hans Richter | JOURNALISTEN & KOLUMNISTEN Almut Hauenschild Beate Wedekind Horst Reber Kay Wörsching | Al Bano & Romina Power                                                                           |
| 89                                         | 1. Januar 1985 (Vorproduziert am 11. Dezember 1984) | Sigi Harreis  | PFARRERINNEN & PASTORINNEN Birgit Stephan Christiane Lehmann Kathrin Raebecker Monika Bassler | HILFSWERKE Peter Ustinov (UNICEF) Caterina Valente (S.O.S.-Kinderdörfer) Helga Henselder-Barzel (Deutsche Welthungerhilfe) Fritz Walter (Sepp-Herberger-Stiftung) | Roberto Blanco                                                                                   |
| 90                                         | 12. März 1985                                       | Sigi Harreis  | FERNSEHPOLIZEI Ingeborg Schöner-Marischka Elmar Wepper Diether Krebs Karin Anselm | POLIZEIPRÄSIDENTEN Werner Wirth (Polizeipräsidium Leverkusen) Helmut Kraus (Polizeipräsidium Nürnberg) Alfred Stümper (Landespolizeipräsident Baden-Württemberg) Klaus Hübner (Polizeipräsident in Berlin) | Gillian Scalici                                                                                  |
| 91                                         | 7. Mai 1985                                         | Sigi Harreis  | CHANSONETTEN Hanne Wieder Ingrid Caven Margot Hielscher Brigitte Mira | KARIKATURISTEN Dieter Hanitzsch Franziska Becker Felix Mussil Jörg Mark-Ingraben von Morgen (Markus) | Roy Black                                                                                        |
| 92                                         | 18. Juni 1985                                       | Sigi Harreis  | PROMINENTE KÖCHE Jörg Müller, Insel Sylt Marc Heberlin, Niederösern Jaroslav Miller, Wien Peter Wehlauer, Bühl | IMBISSDAMEN Monika Rotbarth, Berlin Elfriede Carcia, Mannheim Elisabeth (Liesel) Vogel, Deisenhofen (Landkreis München) Heidi Ewald, Husum | Gruppe Quintotto Infernalico                                                                     |
| 93                                         | 16. Juli 1985                                       | Sigi Harreis  | GOLDSCHMIEDINNEN Eva Wellendorff Julia Schlewinski Karin Khour Renate Helm | GOLDMEDAILLEN-GEWINNER Michael Peter Rolf Milser Pasquale Passarelli Ulrich Eicke | Costa Cordalis                                                                                   |
| 94                                         | 13. August 1985                                     | Sigi Harreis  | JUGENDLICHE Jörg Christine Christoph Gerlinde | ELTERNINITIATIVEN Klaus Havenstein (UNICEF) Frank Bauer (Menschen für Menschen) Uta Steiger (Björn Steiger Stiftung) Siegfried Steiger (Björn Steiger Stiftung) | Reinhard Mey                                                                                     |
| 95                                         | 24. September 1985                                  | Sigi Harreis  | ROSENFRAUEN (AMBULANTE BLUMENHÄNDLERINNEN) Sieglinde Becker, Karlsruhe Gertrud Blocher, Frankfurt Monika Holger, München Inge Hannak, Köln | KAVALIERE & TRAUMMÄNNER Gunter Sachs Jürgen Hingsen Mario Adorf Arnim Dahl | Max und die Klexe (Werner Böhm)                                                                  |
| 96                                         | 15. Oktober 1985                                    | Sigi Harreis  | OBERBÜRGERMEISTER Walter Wallmann, Oberbürgermeister Frankfurt am Main Eleonore Güllenstern, Oberbürgermeisterin Mülheim an der Ruhr Gerhard Widder, Oberbürgermeister Mannheim Ursula Flick, Oberbürgermeisterin Osnabrück                                                                        | MÜTTER Schwester Siegmuth, Paulusheim Heidelberg-Ziegelhausen Brigitte Wolff, SOS-Kinderdorf-Mutter von 8 Kindern Gudrun Packheiser, leibliche Mutter von 7 Kindern Hannelore Miegel, leibliche Mutter von 6 Kindern                                                                                           | Heike Schäfer                                                                                    |
| 97                                         | 10. Dezember 1985                                   | Sigi Harreis  | HEILSARMEE Gloria Höhn Burghardt Bargel Rainer Nädler Elke Oesterlen | BUNDESWEHR Thomas Schröder, Hauptfeldwebel, Luftwaffe Stefan Gräwing, Marine-Gefreiter Michael Hauschild, Leutnant des Heeres Ralf Franke, Obergefreiter und Sanitätsoffizieranwärter | Berdien Stenberg                                                                                 |
| 98                                         | 21. Januar 1986                                     | Sigi Harreis  | HANDARBEITER Josef Schaffer, Braumeister Renate Bramberger, Schuhmachermeisterin Veronika Maier, Müllermeisterin Claus Grießer, Partissier und Schauspieler (Sohn von Max Grießer) | KOPFARBEITER Horst Hoegen, Mensa-Vereinigung der IQ-Götter Silke Berndt, 13-jährige jüngste Mensa-Test-Gewinnerin Cornelia Wagner, Professorin für Physiologie und Pädagogin Hans-Ulrich Steimle, Projektleiter der deutschen Spacelab-Mission                                                                 | Trio Farfarello                                                                                  |
| 99                                         | 4. März 1986                                        | Sigi Harreis  | SCHRIFTSTELLER UND AUTOREN Philipp Vandenberg, Sachbuchautor Maria Scherer, Schwedische TV-Moderatorin und Autorin Peter Härtling, Schriftsteller Ida Ehre, Schauspielerin, Theaterleiterin und Autorin                                                                                            | BRIEFTRÄGERINNEN UND BRIEFTRÄGER Günther Leist, Hessen Ruth Schroll, Bayern Rolf Schütz, Baden-Württemberg Elisabeth Künne, Berlin | Joana                                                                                            |
| 100                                        | 15. April 1986                                      | Sigi Harreis  | MONTAGSMALER Frank Elstner Guido Baumann Reinhard Münchenhagen Hansjürgen Rosenbauer | SCHORNSTEINFEGERINNEN & SCHORNSTEINFEGER Anja Delestowicz, Saarland Annette Schwebbach, Hamburg Heiko Kirmis, Berlin Wilhelm Würsch, Bayern | Die Philharmonischen Cellisten Köln                                                              |
| 101                                        | 10. Juni 1986                                       | Sigi Harreis  | ZOODIREKTOREN Helmut Pechlaner, Alpenzoo Innsbruck Alfred Kohm, Zoo Karlsruhe Dieter Rüedi, Zoo Basel Wilbert Neugebauer, Wilhelma, Stuttgart | KURDIREKTOREN Walter Rundler, Bad Kissingen Sigrun Lang, Baden-Baden Manfred Kloppmann, Bad Marienberg Klaus-Jürgen Freese, Ostseeheilbad Grömitz | Moritz Bantlin                                                                                   |
| 102                                        | 19. August 1986                                     | Sigi Harreis  | EHE Wolfgang Rixner, 1. Bürgermeister und Standesbeamte am Tegernsee, Bayern Cornelia Lai, Standesbeamtin in Markdorf am Bodensee, Baden-Württemberg Annett Schmidt, Standesbeamtin in Kaiserslautern, Rheinland-Pfalz Rolf Schütz, Amtsleiter und Standesbeamte in Berlin                         | MUSIK Ralph Siegel Hanne Haller Thomas Fuchsberger Costa Cordalis | Reinhard Mey                                                                                     |
| 103                                        | 23. September 1986                                  | Sigi Harreis  | WEIN Jutta Steyer, Weinkönigin von der Nahe Jutta Schneider-Simon, Weinkönigin von Mosel-Saar-Ruwer Mechthild Meyer, Deutsche Weinkönigin Sonja Höferlin, Badische Weinkönigin | WALD Wolfgang von Geldern, Bundeslandwirtschaftsministerium Alfons Perras, Leiter Bayerisches Forstamt Diether Deneke, ehem. Landwirtschaftsminister von NRW Constantin Freiherr Heeremann, deutscher Land- und Forstwirt                                                                                      | Rainer Hoeglmeier                                                                                |
| 104                                        | 11. November 1986                                   | Sigi Harreis  | SCHÖNHEITSKÖNIGINNEN Margit Prenzel Elke Lenz Petra Müller Birgit Jahn | ORDEN WIDER DEN TIERISCHEN ERNST Jules von Jouanne Hans Sachs Karl-Günther von Hase Armin Halle | Michael Schanze                                                                                  |
| 105                                        | 23. Dezember 1986                                   | Sigi Harreis  | MARIA Heinrich Maria Ledig-Rowohlt Maria Singer Maria Venuti Eva-Maria Kramm | JOSEF Josef Reding |                                                                                                  |
| 106                                        | 27. Januar 1987                                     | Sigi Harreis  | REGISSEURINNEN Christine Kabisch Margit Saad Cathérine Miville Rosemarie Fendel | SERIENSCHAUSPIELER Frank Röth Hans-Jürgen Schatz Peter Seum Wolfgang Preiss | Wolfgang Fierek                                                                                  |
| 107                                        | 10. März 1987                                       | Sigi Harreis  | FERNSEHMODERATORINNEN Marijke Amado Margarethe Schreinemakers Doris Papperitz Wibke von Bonin | FERNSEHKRITIKER Helmut Markwort Ingrid Zahn Frank Baltzer Walburga Trost | Paola                                                                                            |
| 108                                        | 21. April 1987                                      | Sigi Harreis  | PIANISTEN Dieter Reith Israela Margalit Diedrich Paul Horst Jankowski | PANTOMIMEN Milan Sladek Stephanie Schmid Frank Maier Hans Holzbecher | Salvatore Adamo                                                                                  |
| 109                                        | 2. Juni 1987                                        | Sigi Harreis  | SCHAUSPIELER & SYNCHRONSPRECHER Wolfgang Draeger (Woody Allen) Reent Reins (Don Johnson) Eberhard Storeck (Willi aus Biene Maja) Joachim Kemmer (Humphrey Bogart) | POLITIKER-EHEFRAUEN Gisela Kreuzeder (Matthias Kreuzeder) Renate Warnke (Jürgen Warnke) Maria Ehmke (Horst Ehmke) Margot Haussmann (Helmut Haussmann) | Hanne Haller                                                                                     |
| 110                                        | 18. August 1987                                     | Sigi Harreis  | FRÜHAUFSTEHER Kurt Weber, Bäckermeister Annemarie Wittmann, Zeitungsausträgerin Andrea Behrendt, Straßenbahnwagenfahrerin Günter Kress, Marktbeschicker und Obsthändler | NACHTARBEITER Frank Zeitträger, Chefbarmixer Renate Müller, Nachtkrankenschwester Gerda Peters, Diplomatin und Beamtin im auswärtigen Dienst Horst Frisch, Diplomingenieur | Duo Feuerfinger (Peter Horton Slava Kantcheff)                                                   |
| 111                                        | 22. September 1987                                  | Sigi Harreis  | NATUR Jens Svenson, Schäfer Heike Blennefisch, Imkerin Anna Wimschneider, Bäuerin und Buchautorin Hubertus Freiherr von Fürstenberg, Land- und Forstwirt | KUNST Eva Hajek-Bruchlacher, Innenarchitektin Cheryl Miller, Automobilinnendesignerin und Grafikerin Marie Baumer, Gartenkünstlerin Katja Hajek, Malerin | Karel Gott                                                                                       |
| 112                                        | 10. November 1987                                   | Sigi Harreis  | ARISTOKRATINNEN Baronin von Wittgenstein Baronin von Frankenberg Prinzessin zu Hohenlohe Baronin von Wolf | FASCHINGSPRINZEN Prinz Nikolaus der Erste von München Prinz Claus von Stuttgart Prinz Markus von Bonn Prinz Lutz von Bonn | Daliah Lavi                                                                                      |
| 113                                        | 15. Dezember 1987                                   | Sigi Harreis  | DIRIGENTEN Klaus Arp, Chefdirigent des SWF-Rundfunkorchesters (ab 1987) Eva Kattus, Dirigentin bei den Berliner Philharmonikern Carlos Spira, Geiger und Dirigent aus Hamburg Emmerich Smola, Chefdirigent des SWF-Rundfunkorchesters (bis 1987)                                                   | ZIRKUSDIREKTOREN Bernd Matthes, Flohzirkusdirektor Harry Owens, Künstlerischer Leiter des Traumtheaters Salomé Ingrid Stosch-Sarrasani, Zirkusdirektorin Bernhard Geyer-Busch, Direktor des Circus Busch-Roland                                                                                                | Mireille Mathieu                                                                                 |
| 114                                        | 26. Januar 1988                                     | Sigi Harreis  | DER 7. SINN Alfred Noell, Autor und Regisseur Harald Tolsdorf, Kameramann Egon Hoegen, Sprecher Hans Diether Ebeler, Redakteur | ERSTE HILFE Roland Weibel, Straßen- und Streckenwärter Dieter Jürgens, Pilot eines Polizeihubschraubers Rudolf Schienau, Straßenwachtfahrer des ADAC Günter Steinhaus, Notarzt im Hubschrauber | Kein Showteil                                                                                    |
| 115                                        | 8. März 1988                                        | Sigi Harreis  | MODE Beatrice Hükendahl Brigitte Harket Sandra Pabst Heidi Relling | MÖNCHE Bruder Alfons Maria Bruder Daniel Bruder Rudolf Peter Bruder Cassius | Kein Showteil                                                                                    |
| 116                                        | 19. April 1988                                      | Sigi Harreis  | RELAX Peter Volkmann Claus Mathias Ernst „Örni“ Singerl, (Ernst Luksch) Peter Näder | SOLISTEN Barbara Dennerlein, Jazz-Organistin Peter Lechner, Pianist Anja Lechner, Cellistin Walter Scholz, Trompeter | Kein Showteil                                                                                    |
| 117                                        | 12. Juli 1988                                       | Sigi Harreis  | ROMEO Thomas Walter Béla Erny Gundolf Willer Axel von Ambesser | JULIA Hanni Lenz Gwendolyn von Ambesser Margot Walter Ursula Heyer | Kein Showteil                                                                                    |
| 118                                        | 30. August 1988                                     | Sigi Harreis  | PILOTINNEN Brigitte Clausen Evi Laussmann Renate Pätzold Monika Kühl | FLUGLOTSEN Achim Maier Gaby Stützel Christina Morbitzer Hermann Rückfort | Kein Showteil                                                                                    |
| 119                                        | 11. Oktober 1988                                    | Sigi Harreis  | REGISSEURE Heinz Freitag Gert Steinheimer Hark Bohm Wilfried Dotzel | NATURFILMER Georg Larzy Sigurd Tesche Martin Schliessler Horst Keil | Kein Showteil                                                                                    |
| 120                                        | 15. November 1988                                   | Sigi Harreis  | CHARAKTERDARSTELLER Wilfried Baasner Hans-Georg Panczak Claus Fuchs Herbert Fux | POLIZISTINNEN Monika Steinherr, Kriminaloberkommissarin, München Annegret Held, Polizistin und Buchautorin, Frankfurt am Main Petra Fischer, Polizei-Wachtmeisterin, Lahr (Eifel) Anita Stübber, Schutzpolizistin, Hamburg                                                                                     | Kein Showteil                                                                                    |
| 121                                        | 20. Dezember 1988                                   | Sigi Harreis  | KAVALIERE DER STRASSE Ralf Althüser, Berufskraftfahrer Ulrich Trentz, Berufskraftfahrer Jens Traglauer, Polizist Harald Unglaub, Berufskraftfahrer | BUNDESVERDIENSTKREUZTRÄGER Rosemarie Heim, Naturkosmetikerin Elfriede Herbertz, Juristin und Dolmetscherin Therese Schwaiger, Dorfhelferin und Ersatzmutter Monika Zimmermann, Ehrenamtliche UNICEF-Botschafterin                                                                                              | Kein Showteil                                                                                    |
| Sendetermin am Montag (Folgen 122–131)     |                                                     |               | | |                                                                                                  |
| 122                                        | 6. März 1989                                        | Sigi Harreis  | TANZLEHRERINNEN Anita Fürer Helga Toelle Martina Weisser Doris Streicher | SKILEHRER Gerd Krahbichler Florian Algisberger Jens Dagens Michael Hofer | Kein Showteil                                                                                    |
| 123                                        | 3. April 1989                                       | Sigi Harreis  | MÜTTER Ingeborg Schöner-Marischka Petra Schürmann-Freund Angela Wepper (Angela von Morgen) Barbara Valentin (Ursula Ledersteger) | TÖCHTER Nicole Marischka Alexandra Maria Schürmann-Freund Valerie-Alexandra Henriette Margarethe von Morgen Nicola (Minki) Ledersteger | Kein Showteil                                                                                    |
| 124                                        | 8. Mai 1989                                         | Sigi Harreis  | KÜCHE Petra Reiser, Bad Tölz Margarethe Bacher, Neuenkirchen (Saar) Doris-Katharina Hessler, Maintal bei Frankfurt Agnes Amberg, Zürich | HOTEL Georg Bothor, Hamburg Alexander Kniese, Baden-Baden Jürgen Liemberg, München Joachim Claus, Düsseldorf | Kein Showteil                                                                                    |
| 125                                        | 5. Juni 1989                                        | Sigi Harreis  | JOCKEYS Monika Blaschyk Vicky Furler Karin Schlick Regina Hollenbach | STUNT Peter Hick Sybille Brandl Christine Unger Jürgen Hiller | Kein Showteil                                                                                    |
| 126                                        | 3. Juli 1989                                        | Sigi Harreis  | DISCO (DISC-JOCKEYS) Ferdinand (Ferdy) Keller Jens Lissat Sven Väth Michael Reinboth | FERNSEHEN (FERNSEHPROMINENTE) Irene Koss Margot Leonard Gisela Trowe Anneliese Fleyenschmidt | Kein Showteil                                                                                    |
| 127                                        | 31. Juli 1989                                       | Sigi Harreis  | HEBAMMEN Monika Knoblach Andrea Braasch Elke Bock Margarethe Füsser | SCHULE Schwester Michaela, Heimschule Klosterwald Joachim Duffner, Schulleiter „Kleine Grundschule“ Pater Cornelius, Klosterinternat Münster-Schwarzzach Inge Wiesel, Freie Waldorfschule Mannheim | Kein Showteil                                                                                    |
| 128                                        | 28. August 1989                                     | Sigi Harreis  | HANDARBEIT (STRICKENDE MÄNNER) Dušan Zoršan Rudolf Haffner Michael Könnicke Bata Illic | FIGUR (BODYBUILDERINNEN) Sylvia Kall Monika Dinter Renate Holland Anja Langer | Kein Showteil                                                                                    |
| 129                                        | 25. September 1989                                  | Sigi Harreis  | LANDFRAUEN Birgit Gantzen Petra Wiedemann-Schmitt Marianne Rottler Antje Singer-Scherwitz | HUNDEBESITZER Alfred Leberux Dagmar Brinks Brigitte Maris Alessandro Lucrezio | Kein Showteil                                                                                    |
| 130                                        | 23. Oktober 1989                                    | Sigi Harreis  | DRILLINGE Doris Kruse Jutta Kruse Barbara Kruse Marianne Kruse (Drillings-Mutter) | ZWILLINGE Hans-Jürgen Wallmann Dieter Wallmann Alice Kessler Ellen Kessler | Kein Showteil                                                                                    |
| 131                                        | 20. November 1989                                   | Sigi Harreis  | ZIERLICHE Johanna Jacob Rosemarie Jacob Eva Jacob Hannelore Jacob | LANGE Erich Schleyer Alexander Bläser Holger Schneider Klaus Knittel | Kein Showteil                                                                                    |
| Sendetermin am Donnerstag (Folgen 132–148) |                                                     |               | | |                                                                                                  |
| 132                                        | 4. Januar 1990                                      | Sigi Harreis  | HAFT (BEAMTINNEN DES STRAFVOLLZUGES) Monika Bäuerle Regine Claus Michaela Thiem Helga Friedhelm | ERZIEHER (KINDERGÄRTNER) Jens Dübeler Rolf Bieber Hartmut Heyerle Frank Matuschewski | Kein Showteil                                                                                    |
| 133                                        | 11. Januar 1990                                     | Sigi Harreis  | | | Kein Showteil                                                                                    |
| 134                                        | 18. Januar 1990                                     | Sigi Harreis  | BRIEF (BRIEFZUSTELLER UND POSTBEAMTE) Heidi Divid Gerhard Martens Brigitte Usche Josef Oberauer | TAUBE (TAUBENZÜCHTER) Walter Willems Christina Schwartz Bernd Günthoff Jürgen Krass | Kein Showteil                                                                                    |
| 135                                        | 25. Januar 1990                                     | Sigi Harreis  | ARTISTIK Benjamin „Benny“ Barell, Zirkuswissenschaftler und ehemaliger Jongleur Ursula Böttcher, „Eisbärenmutter“ Thomas Müller, Turmspringer und Artist Danouschka Várová, „Bärenmutter“ | VARIETÉ Joachim Schneider, Freizeit-Holiday Park Haßloch Richard Schmidt, Phantasialand Brühl bei Köln Walter Haas, Varietétheater Stuttgart Reinhold Stövesand, Intendant des Friedrichstadt-Palast, Berlin                                                                                                   | Kein Showteil                                                                                    |
| 136                                        | 1. Februar 1990                                     | Sigi Harreis  | SPORT Manfred Nerlinger, Gewichtheber Michael Wittwer, Fußballspieler beim KSC Martina Voss, Fußballspielerin Zita Funkenhauser, Florettfechterin | ÄRZTE Jürgen Rieker, Olympiaarzt, Segeln Joseph Keul, Internist, Sportmediziner und Hochschullehrer Heidi Schüller, Olympionikin, Journalistin und Ärztin Walter Kotter, Orthopädischer Facharzt, Heidelberg                                                                                                   | Kein Showteil                                                                                    |
| 137                                        | 8. Februar 1990                                     | Sigi Harreis  | FRAUEN MIT PFIFF Sally Blum, Lokomotivführerin Liselotte Knecht, Präsidentin des TSV 1860 München Anouschka Willmaier, „wildeste Oma“ Münchens Petra Kollezchi, Managerin und Organisatorin von „Traumhochzeiten“                                                                                  | KIRCHE Johannes Dyba, Katholischer Erzbischof von Fulda Gerald Engelsberger, Evangelischer Gemeindepfarrer aus Heidelberg Franziskaner-Pater Rogge, Missionar aus Brasilien Werner Schramm, Protestantischer Kirchenpräsident aus Speyer                                                                       | Kein Showteil                                                                                    |
| 138                                        | 15. Februar 1990                                    | Sigi Harreis  | KINO Volker Riech, Geschäftsführer und Sohn des Kinobetreibers Heinz Riech Augustine Stadler, Betreiberin des „Kino im Gasthaus“ Marianne Lutz, Kassiererin in einem Kino Rainer Hübner, mobiler Kinobetreiber aus Stuttgart                                                                       | FILM Thomas David Böhm, Filmjournalist aus Berlin Mathias Salary, Kameramann und Regisseur Hildegard Knef, Schauspielerin Bernd Stephan, Schauspieler | Kein Showteil                                                                                    |
| 139                                        | 22. Februar 1990                                    | Sigi Harreis  | BIER Harald „Schubbi“ Schubert, Biergarten und Mundarttheater, Karlsruhe Marianne Klaffel, Oktoberfest-Prachtfrau, Rosenheim Schwester Doris, Klösterliche Braumeisterin der Franziskanerinnen aus Niederbayern Henner Müller, Braumeister, Speyer                                                 | GARTEN Rolf Zuckowski, Komponist, Sänger und „Kindergärtner“ Karin Pachel, Kindergärtnerin im Verein Johann Gottlob Daniel Schreber Bernd Körlitz, Verein der Gartenfreunde, Stuttgart Pit Krüger, Schauspieler und Hobbygärtner                                                                               | Kein Showteil                                                                                    |
| 140                                        | 18. Oktober 1990                                    | Sigi Harreis  | KUNST (TÄTOWIERER VERSCHIEDENER GENERATIONEN) Hannes Hoffmann Alf Simmons Mike Schneider Peter Koerper | ROCKMUSIK (JULE NEIGEL BAND) Jule Neigel Thomas Ludwig Andreas Schmidt-Martell Axel Schwarz | Kein Showteil                                                                                    |
| 141                                        | 25. Oktober 1990                                    | Sigi Harreis  | STEUER (FINANZBEAMTINNEN UND BEAMTE) Lothar Burger, Regierungsdirektor Karin Futterer, Steuerobersekretärin Elke Wall, Steueramtfrau Monika Reimbold, Betriebsprüferin | RATGEBER Volker Pudel, Ernährungspsychologe Frank Schwarz, ehemaliger Finanzbeamte und Buchautor Marta Emmenegger, Schweizer Sexratgeberin Birthe Pröttel, Buchautorin | Kein Showteil                                                                                    |
| 142                                        | 8. November 1990                                    | Sigi Harreis  | STRASSE (RADFAHRER) Klaus Hahnzog, Ehemaliger Bürgermeister von München Heike Marklein, Weltmeisterin im Kunstradfahren der Frauen 1989 Karl-Ludwig Kelber, Bundesvorsitzender des ADFC und politischer Journalist Volker Steinmeyer, Radball-Weltmeister                                          | LUFT (DRACHENFLIEGER) Manuela Schneider, Drachenfliegerin Benno Ossowski, Drachenflieger Marie-Luise Marjan, Schauspielerin und Hobby-Drachenfliegerin Michael Salb, Hessischer Landesmeister im Drachenfliegen                                                                                                | Kein Showteil                                                                                    |
| 143                                        | 15. November 1990                                   | Sigi Harreis  | SPRACHE Walter Komorek, Fremdsprachler im BPA Barbara Holz, Fernsehanalystin im BPA Jaqueline Jan-Hummer, Rundfunkanalystin im BPA Thomas Dinnesen, Sprachübersetzer im BPA | LÄNDER Jiří Korn Costa Cordalis Dunja Rajter Roberto Blanco | Kein Showteil                                                                                    |
| 144                                        | 22. November 1990                                   | Sigi Harreis  | SPORT (SCHIEDSRICHTER) Frank Bogner, Tennis-Schiedsrichter Barbara Maertens, Box-Schiedsrichterin Elke Proff, Eislauf-Preisrichterin Kurt Zondler, Golf-Schiedsrichter | GOLD (GOLDENES SPORTABZEICHEN) Helga Gölles Maria Haake Margarete Wieck Walter Harlau | Kein Showteil                                                                                    |
| 145                                        | 29. November 1990                                   | Sigi Harreis  | BAUCHTANZ Judith Hanan, Mannheim Liane Neschler, Baden-Baden Sachrah Maran, München Dietlinde Bedauiah-Karputti, Frankfurt am Main | KÖCHE Harald Wohlfahrt, Baiersbronn-Tonbach Manfred Schwarz, Deidesheim Roland Sehr, Neuweiher Claude Hüsser, Marenhein/Elsass | Kein Showteil                                                                                    |
| 146                                        | 6. Dezember 1990                                    | Sigi Harreis  | CHRISTKIND Sandra Niederberger, Nürnberger Christkind 1989/90 Tanja Zimmermann, Nürnberger Christkind 1985/86 Gudrun Bauer, Nürnberger Christkind 1971/72 Doris Kormann, Nürnberger Christkind 1987/88                                                                                             | KLAUS Klausjürgen Wussow, Schauspieler Klaus Bresser, Chefredakteur Klaus Densow, Schlagersänger Klaus Barner, Schauspieler | Kein Showteil                                                                                    |
| 147                                        | 13. Dezember 1990                                   | Sigi Harreis  | WASSER Dietmar Klose, Kapitän Petra Schröder, weiblicher Kapitän Alfons Klinger, Kapitän Rainer Tschan, Kapitän und Lotse | BERGE Thomas Härtel, Bergführer Anna Milgreiter, Sennerin Josef Schachert, Hüttenwirt Alexander Langner, Rettungsflieger | Kein Showteil                                                                                    |
| 148                                        | 20. Dezember 1990                                   | Sigi Harreis  | WACHS (WACHSZIEHER UND WACHSBILDNER) Schwester Magdalena, Benediktinerin und Wachsfigurengießerin Martina Gebhardt, Bildnerin von Christbaumschmuck aus Wachs Markus Richter-Pöhlmann, Bienenwachskerzenzieher Sylvia Ziegler, Wachsbildnerschülerin                                               | HOLZ (HOLZSCHNITZER UND HOLZBEARBEITER) Helga Stuckenberger, Holzkünstlerin Andreas Stoll, Holzschnitzer Edith Schieder, Holzfasserin (Bemalerin) Siegfried Schieder, Holzschnitzer | Kein Showteil                                                                                    |
| Sendetermin am Montag (Folgen 149–250)     |                                                     |               | | |                                                                                                  |
| 149                                        | 4. Februar 1991                                     | Sigi Harreis  | MUNDART Philipp Brucker Wilhelm Karl König Theo Versteegen René Egles | MUSIK Günter Antonius „Bömmel“ Lückerath Hartmut Reinhold Priess Ernst „Erry“ Josef Stoklosa Matthias Schulz, Techniker der Bläck Fööss | Kein Showteil                                                                                    |
| 150                                        | 11. Februar 1991                                    | Sigi Harreis  | FOTO (MÄNNLICHE FOTOMODELS) Oliver Ralf Christian Swally | FERNSEHEN (MODERATORINNEN) Petra Gerster Sabine Christiansen Corinna Halke Beate Hopf | Kein Showteil                                                                                    |
| 151                                        | 18. Februar 1991                                    | Sigi Harreis  | KABARETTISTINNEN Gardi Hutter Lisa Fitz Barbara Thalheim Lilli Walden | KABARETTISTEN Klaus Peter Schreiner Gerald Pichowetz Konrad Beikircher Ali Khan | Kein Showteil                                                                                    |
| 152                                        | 25. Februar 1991                                    | Sigi Harreis  | PUPPEN (PUPPENMACHERINNEN) Stephanie Arnz Lieselotte Voelkel Jana Pallenberg Heide Kindelmann | SPIELZEUG (SPIELZEUGMACHER) Frank Vogt Karl-Heinz Kraxenberger Reinhard Kern Anita Richter | Kein Showteil                                                                                    |
| 153                                        | 4. März 1991                                        | Sigi Harreis  | HOTELDIREKTION Jutta Breyer, Hamburg Retor Steiger, Davos Isabella Barkheuer, Baden-Baden Václav Philipp, Prag | FREMDENVERKEHR Siegfried Beyer, Vorarlberg Christopher Kou, Singapur Carlos Berkolez, Barbados Günter Pöltzelmeier, Balearen | Kein Showteil                                                                                    |
| 154                                        | 11. März 1991                                       | Sigi Harreis  | TRICKFILM Armin Lang, (Äffle und Pferdle) Hans Fischerkoesen jr. (Sohn), (Onkel Otto) Michel de Meiére, (Berliner Telebärchen) Wolf Theodor Gerlach, (Mainzelmännchen) | MODERATION Manfred Sexauer Andrea Wilke Heike Nocker-Bayer Michael Brannik | Kein Showteil                                                                                    |
| 155                                        | 18. März 1991                                       | Sigi Harreis  | FANCLUB-BEAUFTRAGTE Christian Hinzpeter, Jurist, Hamburg Inge Schwanecke, Juristin, Hannover Frank Stuckmann, Jurist, Gelsenkirchen Andreas Frankenbach, Fanpolizist, Frankfurt/Main | FUSSBALLER Stefan Kuntz, 1. FC Kaiserslautern Roland Dickgießer, SV Waldhof Mannheim Ben Schindler, SV Waldhof Mannheim Helmut Hermann, Karlsruher SC | Kein Showteil                                                                                    |
| 156                                        | 25. März 1991                                       | Sigi Harreis  | SÄNGERINNEN Tanja Jonak Dorkas Kiefer Claudia Jung Nicole Seibert | SÄNGER Michael Holm Bill Ramsey Gerhard Wendland Fred Bertelmann | Kein Showteil                                                                                    |
| 157                                        | 14. Oktober 1991                                    | Sigi Harreis  | TIERÄRZTE | TIERZÜCHTER | Kein Showteil                                                                                    |
| 158                                        | 21. Oktober 1991                                    | Sigi Harreis  | AUSWANDERER Frank Lester-Riedel, Schauspieler, Sänger und Tänzer, USA Ullrich Burdin, Kameramann, Brasilien Ursula Anders, Leiterin eines privaten Waisenheims, Bolivien Rudolf Woller, ehemaliger ZDF-Chefredakteur und Farmer, Kanada                                                            | AUSLÄNDISCHE MITBÜRGER Cheriffa Maktil, Islamwissenschaftlerin, Publizistin und Journalistin, Ägypten Denis Katonkole, Diplomierter Sozialarbeiter, Uganda Ritha Müller-Davar, studierte Volkswirtin und Ehefrau von Rolf-Hans Müller, Indien Dimos Raschenikolou, Gastronom, Griechenland                     | Kein Showteil                                                                                    |
| 159                                        | 28. Oktober 1991                                    | Sigi Harreis  | HOSTESSEN Helga Döring, Hostess-Vermittlerin Beate Schmudlach, Hostess zur See auf der „MS EUROPA“ Stephanie Witt, Messehostess Petra Göschel, Flughafenhostess | DIPLOMATEN Domenico Karchiatto, Konsul Italien Arthur McCarthy, Konsul Großbritannien Kurt Gerhard, Konsul Schweiz Manfred Darms, Konsul Kongo | Kein Showteil                                                                                    |
| 160                                        | 4. November 1991                                    | Sigi Harreis  | PROMINENTE Reiner Kohler (Gordy) Ingrid van Bergen Liane Hielscher Pe Werner | FAN-CLUBS Frank Hartmann, Peter-Maffay-Fan-Club Birgit Behle, Matthias-Reim-Fan-Club Petra Verbeck, Fan Club von Paola & Kurt Felix Paul Seiler, Zarah-Leander-Fan, Experte & Buchautor | Kein Showteil                                                                                    |
| 161                                        | 11. November 1991                                   | Sigi Harreis  | BÜCHER Jutta Wasserburger, Buchhändlerin für Kinderliteratur Rainer Mack, Schriftsetzer Monika Kaiser, Lektorin Ute Eckhardt-Stahl, Illustratorin, Grafikerin und Designerin | AUTOREN Angela Sommer-Bodenburg, "Der kleine Vampir" Bernd Ross, "Kinderspiel" Charlotte Link, "Cromwells Traum oder Die schöne Helena" Helmut Rellergerd (Jason Dark), "Geisterjäger John Sinclair" | Kein Showteil                                                                                    |
| 162                                        | 18. November 1991                                   | Sigi Harreis  | GEISTLICHE Joel Berger, Landesrabbiner für Baden-Württemberg Heinrich Korde, Katholischer Ex-Priester (Pensionist seit 1985) Josef Anselm Graf Adelmann von Adelmannsfelden, Katholischer Rundfunkpfarrer, Stuttgart Christoph Martin Michael Kreutzig, Polizei-Seelsorger aus Nordrhein-Westfalen | KIRCHENFRAUEN Uta Ranke-Heinemann, Katholische Theologin Trude Simonsohn, Gemeinderats-Vorsitzende der Jüdischen Gemeinde zu Frankfurt am Main Eva Lille, Vorsitzende der Frauengemeinde des Bistums Hildesheim Margot Käßmann, Protestantische Pfarrerin                                                      | Kein Showteil                                                                                    |
| 163                                        | 25. November 1991                                   | Sigi Harreis  | JOURNALISTEN Kay Wörsching Almut Hauenschild Carola von Weilburg Ute Meier-Bark | PROMINENTE Bernie Paul Maria von Welser Penny McLean Barbara Dickmann | Kein Showteil                                                                                    |
| 164                                        | 2. Dezember 1991                                    | Sigi Harreis  | S.O.S.-KINDERDORF-MÜTTER Helga Meißner Christina Enders Antje Maarts Petra Lillig | GUTER ZWECK Hans Sachs, Weißer Ring Franz Georg Strauß, Marianne Strauß-Stiftung Witta Pohl, UNESCO Heidi Schellhaus, UNICEF | Kein Showteil                                                                                    |
| 165                                        | 5. Oktober 1992                                     | Sigi Harreis  | DREHORGEL Eveline Reichardt Norbert Hömmerich Ludwig Huber Thomas Hein | VOLKSMUSIK Elmar Wolf Edith Prock Patrick Lindner Christina Ebner | Kein Showteil                                                                                    |
| 166                                        | 12. Oktober 1992                                    | Sigi Harreis  | ESSEN (GASTROKRITIKER) Manfred Kohnke, Chefredakteur und Herausgeber, Gault-Millau Wolf Thieme, Chefredakteur, Der Feinschmecker Peter Ploog, Chefredakteur, Essen & Trinken Horst-Dieter Ebert, Freier Autor, Der Feinschmecker                                                                   | KOCHEN (KÖCHE) Johann Lafer, TV-Koch Domna Adamopoulou, Schauspielerin und Restaurantbesitzerin Richard Verling, Küchenchef Restaurant "Zum Hirsch", Elsass Francesco Smeralouro, Geschäftsführer italienisches Restaurant, Baden-Baden                                                                        | Kein Showteil                                                                                    |
| 167                                        | 19. Oktober 1992                                    | Sigi Harreis  | NEUES REISEN Frank-Thomas Baesler, Kurdirektor von Bad Hindelang Ingrid Eggenberger, schweizerische Umweltbeauftragte Petra Neuer, Reisebüroinhaberin Jürgen Kasparek, Diplombiologe | AUTO-URLAUB Dieter Kellenhofer, Gelber Engel des ADAC Karin Laub, Touristikberaterin des ADAC Eva-Sabine Rosswerk, Stauberaterin des ADAC Johannes Thierbach, Leiter der Ambulanzdienstzentrale des ADAC | Kein Showteil                                                                                    |
| 168                                        | 26. Oktober 1992                                    | Sigi Harreis  | SPORTLER Bernd Heynemann, Fußball Bert Oldersdorf, Rugby Ralf Koch, Kegeln Sven Seidel, Motorrad-Straßenrennfahren | SPORTREPORTER Rudi Michel Rudi Cerne Gerhard Delling Volker Kottkamp | Kein Showteil                                                                                    |
| 169                                        | 2. November 1992                                    | Sigi Harreis  | EHEMALIGE SCHÜLER Chris Howland Katharina Brauren Felix Huby Hansi Kraus | LEHRER Gisela Schröter, Sonderschullehrerin und Abgeordnete im Bundestag Herbert Buhet, Schuldirektor Cornelia Hanisch, Berufsschullehrerin und Sportlerin Edwin Klein, Lehrer, Buchautor und Hammerwerfer | Kein Showteil                                                                                    |
| 170                                        | 9. November 1992                                    | Sigi Harreis  | TIERPFLEGER Karl-Jürgen Bielfeld, Naturfotograf und Schriftsteller Stefan Geiger, Tierpfleger vom Affenberg Salem Frank Scholl, Elefantenpfleger, Stuttgarter Wilhelma Reinhard Horn, Delfinpfleger, Haßloch                                                                                       | TIERFREUNDE Dieter Thomas Heck Judy Winter Maria Sebaldt Claudia Rieschel | Kein Showteil                                                                                    |
| 171                                        | 16. November 1992                                   | Sigi Harreis  | SAMMLER Werner Clauder, Museum Antje Furtwängler, Puppenhäuser Michael Hecking, Briketts Friedhelm Wilkmann, Traktoren | SOUVENIR-HERSTELLER Horst Berger, Ostfriesenbecher Walter Thiele, Lachsackerfinder Thomas Koziol, Schneekugel Bernd Schlenker, Schwarzwalduhren | Kein Showteil                                                                                    |
| 172                                        | 23. November 1992                                   | Sigi Harreis  | ALLEINERZIEHENDE MÜTTER Hildegard Krekel, Schauspielerin Heidi Langnickel, Außenhandels-Kauffrau Christa Rockstroh, Schauspielerin Valeska Kaufmann, Journalistin | ALLEINERZIEHENDE VÄTER Thomas Stoffers, Sozialarbeiter Rainer Homann, Telekommunikations-Assistent Norbert Lange, Hausmann Gerhard Rönnefahrt, Rechtsanwalt | Kein Showteil                                                                                    |
| 173                                        | 1. Dezember 1992 (Di)                               | Sigi Harreis  | WEINTESTER Karl-Jürgen Schmidt, Mosel-Saar-Ruwer Helmut Mattheis, Pfalz Andreas Weldele, Baden Michael Knoll, Weinjournalist | ÖKOBAUER Malte Hansen, Nordfriesland Christina Schneider-Beiwinkel, Pfalz Markus Obschad, Baden-Württemberg Dorothea von Schwanenflügel, Ruhrgebiet | Kein Showteil                                                                                    |
| 174                                        | 7. Dezember 1992                                    | Sigi Harreis  | STANDFRAUEN Marianne Kramerl, Brezelfrau, München Carmen Schneider, Frischgeflügel und Eiernudelfrau, Karlsruhe Monika Ritz, Blumenfrau, Hamburg Dorothea Krug, Christkindlmarkt, Nürnberg | NIKOLÄUSE Raymond Güth, Papa Noël, Strasbourg/Elsass Günther Holzt, Nikolaus, S.O.S.-Kinderdorf Lütjenburg Kurt Wittmann, Nikolaus im Krankenhaus und Altenheim Frank Linsenbolz, Nikolaus und Sportlehrer | Kein Showteil                                                                                    |
| 175                                        | 14. Dezember 1992                                   | Sigi Harreis  | SCHAUSPIELER (AUS DER SERIE: FEST IM SATTEL) Christian Ewald, (Roger Petersen, Reitlehrer) Ilona Grandke, (Frau Voss, Schokoladenfabrikbesitzerin) Adele Wurps, (Nora Weiß, Tierärztin) Miroslav Ziegede, (Stuntman und Kleindarsteller)                                                           | REITER Reinhard von Hüllesheim, Tierarzt Martina Hirschmann, Reiterin Gaby Eberhard, Reitlehrerin und Trainerin Frank Flüchtenschneider-Fürchtegott, Pferdezüchter | Kein Showteil                                                                                    |
| 176                                        | 21. Dezember 1992                                   | Sigi Harreis  | HEILSARMEE Achim Janowski, Heilssoldat Ruth Walz, Kapitänin Elisabeth Reck, Heilssoldatin Jim Carrington, Major | POLIZEI Jürgen Rammlinger, Polizeibeamter, Wirtschaftskontrolldienst, Tübingen Ines Möller, Schutzpolizistin, Stuttgart Marianne Kirrmeyer, LKA BW, Rauschgiftdezernat Mario Vogt, Kripo Offenburg & Schlagersänger                                                                                            | Kein Showteil                                                                                    |
| 177A                                       | 28. Dezember 1992                                   | Sigi Harreis  | SERIE | KABARETT | Kein Showteil                                                                                    |
| 177B                                       | 28. Dezember 1992                                   | Sigi Harreis  | KINDER | ERWACHSENE | Kein Showteil                                                                                    |
| 178                                        | 31. Januar 1994                                     | Sigi Harreis  | DEUTSCHE SCHLAGERPARADE Jürgen Drews Claudia Jung Ragnhild Möller-Heck Kristina Bach | SCHLAGERPARADE DER VOLKSMUSIK Eva Herman Willi Seitz Wolfgang Edenharder Harald Schäfer | Kein Showteil                                                                                    |
| 179                                        | 7. Februar 1994                                     | Sigi Harreis  | SYNCHRONSPRECHER Christian Brückner Margot Leonard Eva Pflug Tommi Piper | RADIOMODERATOREN Rolf Dienewald Evi Seibert Michael Brannik Uwe Hübner | Kein Showteil                                                                                    |
| 180                                        | 21. Februar 1994                                    | Sigi Harreis  | ANIMATEURE Tony Holzheuer, Skilehrer Marcus Oertz, Animateur Sabine Moll, Hotelkauffrau Bernhard Bettermann, Schauspieler | MARKTSCHREIER Kai Feldhusen, Aal-Kai Tobias Völkl, Blumen-Tobias Michael Völkl, Blumen-Mike Wolfgang Schnelle, Kakteen-Schnelle | Kein Showteil                                                                                    |
| 181                                        | 28. Februar 1994                                    | Sigi Harreis  | ECHTE PRINZEN Eduard Prinz von Anhalt, Journalist Fritz von Thurn und Taxis, Sportjournalist Leopold "Poldi" Prinz von Bayern, Autorennfahrer Joachim Graf von Schönburg-Glauchau, Journalist | FALSCHE KÖNIGINNEN Martina Daniel, Hopfenkönigin Tilla Nowack, Spargelkönigin Ines Kuba, Queen Of The World Astrid Bechtel, Weinkönigin | Kein Showteil                                                                                    |
| 182                                        | 7. März 1994                                        | Sigi Harreis  | SCHIFF Bernd Vollmer, Schiffsführer Stefan Löbel, Schiffsführer Christina Schumacher, Kreuzfahrtdirektorin Andreas Hilbig, Obersteward | FLUGZEUG Hermann Terjung, Flugkapitän Barbara Mörl-Weidig, Flugkapitänin Anita Köbel, Flugbegleiterin Dieter Brachtendorf, Flugkapitän | Kein Showteil                                                                                    |
| 183                                        | 14. März 1994                                       | Sigi Harreis  | ZWEIRAD Andreas Dritzer, Bergführer und Reisejournalist Klaus-Peter Seelert, Fahrradturnier-Organisator Klaus Herr, Verkehrswegeplaner Thomas Sauerwein, Fahrradkurier | AUTO Winfried Simmanek, Verkehrserzieher Knut Steffen, Deutsche Verkehrswacht Marianne Draßen, BMW-Pressesprecherin Dieter Busse, Fahrlehrer & Verkehrssicherheitstrainer | Kein Showteil                                                                                    |
| 184                                        | 21. März 1994                                       | Sigi Harreis  | HOCHZEIT Pater Burkhard, Wallfahrtskirche Sabine Friedmann, Standesbeamtin Roswitha Stemmer-Beer, Psychologin Bruno Horn, "Bobby Flitter" aus Flitterabend | SCHEIDUNG Beate Ziegler, Rechtsanwältin Markus Bräutigam, Regisseur Birgit Schelkes, Rechtsanwältin Ulrich Beer, Kommentator aus Ehen vor Gericht | Kein Showteil                                                                                    |
| 185                                        | 28. März 1994                                       | Sigi Harreis  | FERNSEHEN Christina Reichert Peter Lanéus Theresa Henkel Stephan Schlentrich | ZEITUNG Stefan Schaidt, Stuttgarter Nachrichten Sandra Pöttling, Pforzheimer Zeitung Monika Schiller, Badische Neueste Nachrichten Kathrin Bitter, Badisches Tagblatt | Kein Showteil                                                                                    |
| 186                                        | 19. September 1994                                  | Sigi Harreis  | LOTTO | GLÜCK | Kein Showteil                                                                                    |
| 187                                        | 10. Januar 1994                                     | Sigi Harreis  | VOLKSTHEATER Harald Schubert, Mundarttheater Karlsruhe Peter Pfundtner, Pfundtners Bauerntheater Marianne Eschenauer, Alemannische Bühne Freiburg Reinhard Weber, Schauspieler | FERNSEHSERIEN Siegfried Rauch Eleonore Weisgerber Anita Kupsch Patrick Bach | Kein Showteil                                                                                    |
| 188                                        | 24. Januar 1994                                     | Sigi Harreis  | KOMMISSARE Sabine Schulz, Polizeioberkommissarin Ernst Rödel, Hauptkommissar Günter Mathaei, Kriminaloberkommissar Hartmut Bleich, Polizeioberkommissar | TV-KOMMISSARE Michael Schreiner Ulrike Folkerts Günter Naumann Chiem van Houweninge | Kein Showteil                                                                                    |
| 189                                        | 17. Januar 1994                                     | Sigi Harreis  | NACHWUCHS Stefan Mross Wiebke Schröder Jessica Mohn Elke Martens | EVERGREENS Bill Ramsey Mary Roos Dorthe Kollo Graham Bonney | Kein Showteil                                                                                    |
| 190                                        | 18. April 1994                                      | Sigi Harreis  | SCHWABENOFFENSIVE Jakob Wurster Susanne Scholl Hannes Hoger Albrecht Metzger | HEIMATTOURISMUS Harald Lerch, Fremdenverkehr Südliche Weinstraße Birgit Altz, ADAC-Pfalz Abt. Touristik Gertrud Rudolph, Stadtführerin Freiburg Günter-Martin Kühn, "Elbedittsche"-Jäger | Kein Showteil                                                                                    |
| 191                                        | 25. April 1994                                      | Sigi Harreis  | ELSASS Roger Siffer, Strasbourg Colette Moog, Fremdenführerin Wissembourg Daniel Kleinmann, Musiklehrer Claude Reichel, Alleinunterhalter | BADEN / PFALZ Joy Fleming, Sängerin Klaus Berlinghoff, Schauspieler Michael Ullas, Mundartsänger "Dings un Dingsbums" Louis Hurry, Mundartsänger "Dings un Dingsbums" | Kein Showteil                                                                                    |
| 192                                        | 11. April 1994                                      | Sigi Harreis  | SÄNGER Ulli "Lord Ulli" Günther Ted Herold Billy Mo Silvio Francesco | SÄNGERINNEN Tanja Berg Cindy Berger Margot Eskens Su Kramer | Kein Showteil                                                                                    |
| 193                                        | 5. September 1994                                   | Sigi Harreis  | FITNESS Jutta Schuhn Gaby Just Gundi Hans | MODELS Ingo Susann Micheline Marc | Kein Showteil                                                                                    |
| 194                                        | 12. September 1994                                  | Sigi Harreis  | TANZSPORT (TANZENDE EHEPAARE) Olga Müller, Rastatt Ralf Müller, Rastatt Andrea Knief, Norderstedt Frank Knief, Norderstedt | DISCO (DISC-JOCKEYS) Ferdinand (Ferdy) Keller Niki Stein Klaus Juchels Jürgen Heck | Kein Showteil                                                                                    |
| 195                                        | 19. Dezember 1994                                   | Sigi Harreis  | PFARRER(INNEN) | WIRT(INNEN) | Kein Showteil                                                                                    |
| 196                                        | 10. Oktober 1994                                    | Sigi Harreis  | BLUMEN (FLORISTEN & FLORISTINNEN) Helmut Winz, Geschäftsinh., Stuttgart-Zuffenhausen Wally Klett, Floristmeisterin aus Dettlingen Ingrid Hals-Langbach, Blumenmeisterin aus Saarlouis Mechthild Ficht-Zwenker, Floristin aus Engen                                                                 | MARIENHOF (TV-SERIE) Claus Ringer, "Peter Sommer" Mona Seefried, "Ortrud Winkelmann" Sabine Bohlmann, "Jennifer 'Jenny' Deile-Wagner" Ulrike Mai, "Hilde Möhlmann-Poppel" | Kein Showteil                                                                                    |
| 197                                        | 17. Oktober 1994                                    | Sigi Harreis  | VOLKSMUSIK Marianne Hartl Michael Hartl Uschi Bauer Herlinde Grobe | RELAX (Musikgruppe) Peter Volkmann Matthias Schmitt Achim Schmauderer Peter Näder | Kein Showteil                                                                                    |
| 198                                        | 24. Oktober 1994                                    | Sigi Harreis  | PROMINENTE (REALITÄT) Elmar Hörig Joana Emetz Bibi Johns Tony Marshall | ERSTE BERUFSWAHL (WUNSCH) Volker Heck, Lehrer Petra Heck, Lehrerin Karin Schächtele, Designerin Ludwig Baumann, Opernsänger (Bassbariton) | Kein Showteil                                                                                    |
| 199                                        | 31. Oktober 1994                                    | Sigi Harreis  | MODEMACHER Joachim (Jo) Meurer Karin Bittow Tracey Junglas Christina Haacke | FERNSEHANSAGER(INNEN) Christine Kolb Gabriele Metzger Ute Verhoolen Franz-Werner Seibel | Kein Showteil                                                                                    |
| 200                                        | 3. Oktober 1994                                     | Sigi Harreis  | WORT Frank Elstner Birgit Schrowange Peter Voss Ramona Leiß | MUSIK Michael Schanze Peggy March Roberto Blanco Costa Cordalis | Kein Showteil                                                                                    |
| 201                                        | 7. November 1994                                    | Sigi Harreis  | EHEMALIGE KINDERKANDIDATEN Ullrich (Folge 62 vom 29.05.1981) Alma (Folge 100 vom 15.04.1986) Tanja (Folge 64 vom 04.09.1981) Frank (Folge 56 vom 24.10.1980) | ERWACHSENE Peter Millowitsch Dunja Rajter Margot Hellwig Otti Bauer | Kein Showteil                                                                                    |
| 202                                        | 14. November 1994                                   | Sigi Harreis  | SPITZENHOTELS Helmut Peter, Weißes Rössl am Wolfgangsee Antje Fessler, Hotel Sonnenalp, Ofterschwang (OA) Karin Hammer, Schlosshotel Bühlerhöhe Bärbel Köhner, Brenners Parkhotel, Baden-Baden | CAMPING Alois Zick, Alpen-Caravanpark Tennsee Fritz Bender, Campingreferend beim ADAC Wolfgang Krieg, Rastatter Freizeitparadies Martin Förstl, Campingpark Seefeld | Kein Showteil                                                                                    |
| 203                                        | 21. November 1994                                   | Sigi Harreis  | KABARETTISTEN Ottfried Fischer Sigi Schwarz Klaus Bäuerle Heinz Meller | BÜTTENREDNER Bernd Stelter Rolf Braun Jürgen Binder Wolfgang Haid | Kein Showteil                                                                                    |
| 204                                        | 28. November 1994                                   | Sigi Harreis  | FERNSEHNACHRICHTENSPRECHER Werner Veigel Susan Stahnke Nina Ruge Jan Hofer | RADIOSTIMMEN Manfred Sexauer Ron Williams Norma Fabian Karl-Rudolf Menke | Kein Showteil                                                                                    |
| 205                                        | 5. Dezember 1994                                    | Sigi Harreis  | MUSIK (FERNANDO EXPRESS) Birgit Langer Hans Olbert Josef Eisenhut Klaus Lorenz | ARTISTEN (VARIETÉ) Mike Reichenbach, Moderator, Holiday Park Haßloch Lilly, Papageienfrau im Holiday Park Haßloch Lilliam, Schwertschlucker im Europa-Park Rust Michael Oenicke, Theater-Regie im Europa-Park Rust                                                                                             | Kein Showteil                                                                                    |
| 206                                        | 12. Dezember 1994                                   | Sigi Harreis  | SPORTLICHE PROMINENTE (GOLF-SPIELENDE PROMINENTE) Ulla Zitelmann Max Schautzer Hanne Haller Hans-Jürgen Bäumler | SPORTLEHRER (PROFESSIONELLE GOLFLEHRER) Jochen Kranich Michel Weber Uwe Hassmann Christian Lüdemann | Kein Showteil                                                                                    |
| 207                                        | 26. September 1994                                  | Sigi Harreis  | SCHLOSS HOHENSTEIN Wolfgang Schadeck, Redakteur Albert Fortell, Schauspieler Marita Marschall, Schauspielerin Arend Agthe, Regisseur | RITTER Albrecht Hummel, Württemberger Ritter Gudrun Hoffmann, Württemberger Ritterin Bernd Simoni, Württemberger Ritter Ralf Junge, Württemberger Ritter | Kein Showteil                                                                                    |
| 208                                        | 9. Januar 1995                                      | Sigi Harreis  | WERBUNG Cyrill Berndt, Holsten-Brauerei (Holsten-Mann) Sibiyle Hübner, Somat / Skip / M&Ms Johanna König, Ariel (Klementine) Rüdiger Kowalke, American Express (Amexco-Mann) | AGENTUREN Daniel Knaup, (Suchi & Suchi) Christina Schwarzbach, (Suchi & Suchi) Susanne Kaker, (BBDO-Kundenberaterin) Karsten Färber, (DMB&B-Hamburg) | Kein Showteil                                                                                    |
| 209                                        | 16. Januar 1995                                     | Sigi Harreis  | RESTAURANT Hermann Bareiss Hubert Mönch Doris-Katharina Hessler Johann Lafer | GENIESSER Dieter Kürten Ernst Georg Stöckl Bernd Lietke Jens Neubauer | Kein Showteil                                                                                    |
| 210                                        | 23. Januar 1995                                     | Sigi Harreis  | PROMINENTEN-DOUBLES Friedrich als Richard von Weizsäcker Ricarda als Marilyn Monroe Ramona als Madonna Damian als Michael Jackson | MASKENBILDNER Barbara Kreuzer Florian Weiss Gisela Schmidt Marina Gundlach | Kein Showteil                                                                                    |
| 211                                        | 30. Januar 1995                                     | Sigi Harreis  | TRUCK STOP (COUNTRY-BAND) Burkhard "Lucius" Reichling Günter "Cisco" Berndt Wolfgang "Teddy" Ibing Erich Doll | TRUCKER (FAHRERINNEN UND FAHRER) Ulrich "Ulli" Funk Brigitte Maurer Detlef Töpfer Petra Lenz | Kein Showteil                                                                                    |
| 212                                        | 20. Februar 1995                                    | Sigi Harreis  | FASTNACHT Monika Wieland Heike Spinnerer Uwe Kiefer Sabine Wilhelm | KARNEVAL Steffen Hommel Kathrin Krümmer Rudi Sobik Harald Brurow | Kein Showteil                                                                                    |
| 213                                        | 6. Februar 1995                                     | Sigi Harreis  | FREUNDE (ROLF UND SEINE FREUNDE) Rolf Zuckowski Anuschka Zuckowski Sandra Keck Florian Keck | KINDERDORF (S.O.S.-KINDERDORF-MÜTTER UND TÖCHTER) Elisabeth Winkele Irena Winkele Margarete Janson Simone Janson | Kein Showteil                                                                                    |
| 214                                        | 13. Februar 1995                                    | Sigi Harreis  | GESUNDE ERNÄHRUNG Hademar Bankhofer, Medizinjournalist Wolfgang Lüder, Deutsches Institut für Ernährungsforschung, Bergholz-Rehbrücke Astrid Benöhr, Deutsche Ultratriatlethin Peter Missner, Koch                                                                                                 | FITNESS Peter Schäfer, Sportarzt Mario Seebacher, Fitness- und Aerobic-Trainer Susanne Ischinger, Deutsche Paralympics-Olympiasiegerin Wolfgang Tillmann, Betreiber eines Fitnesscenters | Kein Showteil                                                                                    |
| 215                                        | 6. März 1995                                        | Sigi Harreis  | WEIN Frank Schröder, Schauspieler und Weinbergbesitzer Roland Labude, Winzer aus Westfalen Fritz Haag, Winzer des Jahres 1994 Armin Diel, Schloßgut Diel an der Nahe | BIER Thomas Hatz, Privat-Brauerei Baden Monika Kaltenbrunner, "Fanny" vom Oktoberfest Alexander Ahrlmeier, Münchener Hofbräuhaus Willi Schmitz, Hausbrauerei Rheinland | Kein Showteil                                                                                    |
| 216                                        | 13. März 1995                                       | Sigi Harreis  | KEGELN (KEGLER VON JÜLICH) Peter Zimmermann Karin Zimmermann Antje Haudegen Volker Damp | SCHACH (SCHACHDORF STRÖBECK) Josef Cacek Hermann Rabe Monika Zachhuber Roland Zachhuber | Kein Showteil                                                                                    |
| 217                                        | 20. März 1995                                       | Sigi Harreis  | JACOB SISTERS Johanna Jacob Rosemarie Jacob Eva Jacob Hannelore Jacob | ZWILLINGE Richard Bracht, Musiker "Zwillinge u. die Blechgang" Gerhard Bracht, Musiker "Zwillinge u. die Blechgang" Wolfgang Renz, Fotograf Christian Renz, Fotograf | Kein Showteil                                                                                    |
| 218                                        | 27. März 1995                                       | Sigi Harreis  | VOLKSTHEATER Jürgen Kreuzer, Alemannische Bühne Freiburg Renate Pfundtner, Pfundtners Bauerntheater Peter Pfundtner, Pfundtners Bauerntheater Thomas Munz, Badisch Bühn Mundart.Theater | TRACHTEN Maria Pietsch, Baiersbronn Josef Pietsch, Baiersbronn Antje Schade, Bollenhut-Mädchen Carmen Schade, Bollenhut-Mädchen | Kein Showteil                                                                                    |
| 219                                        | 3. April 1995                                       | Sigi Harreis  | BÜHNE (ALLEINUNTERHALTER) Peter Moreno, Bauchredner Hans-Martin Hummel, "Musik-Ossi aus Kittersburg" Martin Blume, Musiker und Interpret Jörg Knör, Komiker und Parodist | BÜRO (UNTERHALTUNGSREDAKTEURE) Andrea Schmied, Saarländischer Rundfunk (SR) Christian Koch, Südwestfunk (SWF) Gabriele Jacks, Süddeutscher Rundfunk (SDR) Georg Habertheuer, Westdeutscher Rundfunk (WDR) | Kein Showteil                                                                                    |
| 220                                        | 10. April 1995                                      | Sigi Harreis  | WETTER Dieter Beyer, Wetter im ZDF-Morgenmagazin Dieter Voss, ARD-Wetter Inge Niedek, ZDF-Wetter Stefan Woigk, Diplom-Meteorologe | URLAUB Dietmar Heyne, Niederzarten, Schwarzwald Maike Holzer, Steiermark Michael Sieg, Lufthansa City Center, Frankfurt Günter Wendel, Singapore Airlines | Kein Showteil                                                                                    |
| 221                                        | 17. April 1995                                      | Sigi Harreis  | VOLKSMUSIK Elfi Graf Anita Hofmann Alexandra Hofmann Willi Seitz | SATIRE Sascha Zeus Elmar Hörig Andreas Müller Michael Bollinger | Kein Showteil                                                                                    |
| 222                                        | 8. Mai 1995                                         | Sigi Harreis  | LINDENSTRASSE KÖLN Inga Abel, Eva-Maria Sperling Philipp Neubauer, Philipp Sperling Moritz A. Sachs, Klaus Beimer Andrea Spatzek,Gabi Skabowski-Zimermann-Zenker | KÖNIGSALLEE DÜSSELDORF Heinz-Richard Heinemann, Confiserie & Konditorei Johanna Kluge, "La Terrazza" ehem. Restaurant Wolfgang Rust, Steigenberger Parkhotel Iris Etter, Etter-Modesalon Hohe Straße, Düsseldorf                                                                                               | Kein Showteil                                                                                    |
| 223                                        | 23. Oktober 1995                                    | Sigi Harreis  | MUSIK (MEDIUM-TERZETT) Wilfried Witte Lothar Nietschke Helmut "Henry" Niekamp Karin Niekamp | KUNST (MALER UND KURATOREN) Thomas Wiener Dietrich Bremer Waltraud Holler Harald Evaniuk | Kein Showteil                                                                                    |
| 224                                        | 30. Oktober 1995                                    | Sigi Harreis  | DIE WENDELSTOANER Lydia Huber Christel Möller Gerda Müller Ute Böhner | PLAIN-INDIANER Ingrid Steeger Kai Lenz Karsten Reymann Harald-Herbert Klotz | Kein Showteil                                                                                    |
| 225                                        | 6. November 1995                                    | Sigi Harreis  | TREKKIES Eva Pflug (Raumpatrouille) Lukas Friedrich Kai Steinmann Arne Klein | OLDTIMER-CLUB MAIKAMMER Jürgen von Gartzen Norbert Wagner Rosemarie Schädler Erich Kettenbach | Kein Showteil                                                                                    |
| 226                                        | 13. November 1995                                   | Sigi Harreis  | HORNSCHLITTEN Georg Hackl Ludger Seifert Christian Reich Peter Koch | SCHÜTZENVEREIN Stefan Moll Karl-Heinz Greiz Andreas Weber Kurt Zimmermann | Kein Showteil                                                                                    |
| 227                                        | 20. November 1995                                   | Sigi Harreis  | TRACHTENVEREIN MENZENSCHWAND Angela Wiedl Stefan Schneider Wiebke Steiner Manuela Nowack | POLIZEIGESANGSVEREIN BADEN-BADEN Elke Martens Axel Mörmann Udo Friedrich Wolfram Fütterer | Kein Showteil                                                                                    |
| 228                                        | 27. November 1995                                   | Sigi Harreis  | KANINCHENZÜCHTER Gert Haucke Elvira Leppert Thomas Richter Frank Urlinger | KAKTEENZÜCHTER Viktoria Brams Jochen Ziegler Sebastian Keller Sören Hühnergott | Kein Showteil                                                                                    |
| 229                                        | 4. Dezember 1995                                    | Sigi Harreis  | THEATER Diana Körner, Schauspielerin Wolfgang Leppert, SWR-Moderator und Schauspieler Susanne Huber, Alemannische Bühne Freiburg Hans Weiser, Alemannische Bühne Freiburg | SCHWARZWALD Costa Cordalis Erwin Wetzel Bernd Gehbach Gabriele Hobach | Kein Showteil                                                                                    |
| 230                                        | 11. Dezember 1995                                   | Sigi Harreis  | TURNEN Eberhard Gienger Thomas Fritz Tatjana Rau Frank Bartel | VEGETARIER Barbara Rütting Margot Hüttels Sabine Rausch Karin Holz | Kein Showteil                                                                                    |
| 231                                        | 18. Dezember 1995                                   | Sigi Harreis  | ZAUBERN | ROCK 'N' ROLL | Kein Showteil                                                                                    |
| 232                                        | 8. Januar 1996                                      | Sigi Harreis  | FANFARENZUG NIEDERBURG Gabi Seitz Gerhard Schlaich Angelika Dopler Claudia Schlaich | SAARWALDVEREIN Gotthilf Fischer Renate Sotter Jürgen Ries Christiane Weber | Kein Showteil                                                                                    |
| 233                                        | 15. Januar 1996                                     | Sigi Harreis  | DEUTSCHER ALPENVEREIN Doris Andrea Hrda Bert Raymann Silke Morlok Peter Zeisberger | LUDWIG II. CLUB Felicitas "Fee" Frau von Zitzewitz Ursula Rucker Hannes Heindl Dietmar Kellner | Kein Showteil                                                                                    |
| 234                                        | 22. Januar 1996                                     | Sigi Harreis  | GLATZEN (CLUB DER FIDELEN GLATZKÖPFE) Jochen Senf Rudolf Schwing Gerhard Müllert Ludwig Lohmann | MÖHNEN (MÖHNENVEREIN BUCHHOLZ) Margit Sponheimer Renate Gildorf Thea Bangert Monika Hallert | Kein Showteil                                                                                    |
| 235                                        | 29. April 1996                                      | Sigi Harreis  | KOSMOS Ulf Merbold Engelbert Eckerle Michael Zimmermann Wolfgang Steiner | COWBOYS Tom Astor Andreas Klotz Petra Gräger Harald Nitzschke | Kein Showteil                                                                                    |
| 236                                        | 6. Mai 1996                                         | Sigi Harreis  | GEIGE Peter Pfundtner, Schauspieler und gelernter Geigenbauer Josef Kantuscher, Karin Meierrolf Thomas Goldfuss | HI-FI-TECHNIK Claudia Jung Rolf Kliesowitsch Christian Kodak Monika Albrecht | Kein Showteil                                                                                    |
| 237                                        | 13. Mai 1996                                        | Sigi Harreis  | TANZEN Irene von Cramm-Mann Horst Griebler Sylvia Zimmermann Sandra Klinger | JUNGGESELLEN Beate Almer Walter Nehrlich Karsten Reymann Achim Hoffmann | Kein Showteil                                                                                    |
| 238                                        | 20. Mai 1996                                        | Sigi Harreis  | GARTENZWERGE Johanna Jacob Horst Griebel Monika Griebel Erika Wappel | EISENBAHN Wolfgang Hepp Bernhard Haak Walter Schalk Günter Wasel | Kein Showteil                                                                                    |
| 239                                        | 3. Juni 1996                                        | Sigi Harreis  | MUND Emile Jung, Drei-Sterne-Koch "Au Crocodile", Strasbourg Dietmar Dressino Gerhard Blumenröther Alexander Singer | NASE Mike Krüger Stefan Achter Uwe Lenz Hermann Machtinger | Kein Showteil                                                                                    |
| 240                                        | 10. Juni 1996                                       | Sigi Harreis  | FALLSCHIRM Eberhard Gienger Rainer Kiefer Jürgen Lehmann Sabine Krause | AMICITA Wolfgang "Wolle" Kriwanek Stefan Schlegel Ansgar Kehres Thomas Zimmermann | Kein Showteil                                                                                    |
| 241                                        | 17. Juni 1996                                       | Sigi Harreis  | GREENPEACE | NATUR | Kein Showteil                                                                                    |
| 242                                        | 24. Juni 1996                                       | Sigi Harreis  | HUND Carmen-Dorothé Moll Berthold Peterburs Ilona Seebacher Andrea Klein | KATZE Kurt Weinzierl Ruth Philippi Helga Rausch Wolfgang Ernst | Kein Showteil                                                                                    |
| 243                                        | 1. Juli 1996                                        | Sigi Harreis  | ENDUROFAHRER / ADAC-PFALZ Dirk Raudies Helmut Alexander Roland Hanke Frank Bernhard | SCHLITZOHREN Andreas Lukoschik Matthias Graf Lambsdorff Hannelore Feindt Werner Bungert | Kein Showteil                                                                                    |
| 244                                        | 8. Juli 1996                                        | Sigi Harreis  | MUSIK Ingrid Peters Torsten Schnoor Katrin Ziegler Robert Bomöller | PFERDE Bettina Overesch-Böker Michael Geiler Uwe Berger Birgit Tschirchel | Kein Showteil                                                                                    |

## Neuauflage ab 2018
Seit dem 27. August 2018 bis November 2018 produzierte das SWR-Fernsehen eine Neuauflage von Die Montagsmaler mit Guido Cantz mit 40 neuen Folgen. Das Spielkonzept wurde leicht abgewandelt. In jeder Sendung spielen vier Prominente gegen acht Kandidaten. Diese sind jeweils vier Kinder und vier Erwachsene aus dem Südwesten mit einem gemeinsamen Hobby oder einer Vereinsmitgliedschaft. Diese Teams treten abwechselnd gegeneinander an und versuchen, im Malwettbewerb so viele Begriffe oder Redewendungen wie möglich zu erraten. Es wird in den ersten vier Runden um Punkte gespielt. Diese werden im letzten Spiel in ein Zeitfenster umgerechnet. In dieser spielen dann die Prominenten gegen ein gemischtes Team aus den Kindern und Erwachsenen und die Punkte werden in Geld umgerechnet. Falls das Team der Prominenten gewinnt, kommt das Geld einem gemeinnützigen Projekt des Herzenssache e. V. zugute.

## Liste der TV-Ausstrahlungen ab 2018
| Folge | Datum                                                    | Prominenten-Team                                                                                           | Erwachsenen-Team | Kinder-Team |
| ----- | -------------------------------------------------------- | --- | --- | --- |
| 01    | 27. August 2018                                          | UND BITTE! Jochen Schropp Ingo Nommsen Natalie Lumpp Tina Ruland                                           | IM TAKT! (MUSIKVEREIN BETTRINGEN) Elena Risel Markus Wamsler Wolfgang Hegele Tanja Wiest                                    | IM TAKT! (MUSIKVEREIN BETTRINGEN) Erik Heinrich Niklas Ocker Liz Dangelmaier Johannes Marco Sattler                   |
| 02    | 3. September 2018                                        | HERRENRUNDE Jörg Knör Marco Schreyl Michael Wirbitzky Sascha Zeus                                          | KLASSENZIMMER (NORDSTADTSCHULE, PFORZHEIM) Anne-Kathrin Laier Maike Auer Matthias Heller Selina Rennert                     | KLASSENZIMMER (NORDSTADTSCHULE, PFORZHEIM) Maximilian Vieres Zsanett Ferneskesz Maximilian Stiehler Fee Slomka        |
| 03    | 10. September 2018                                       | KAFFEE ODER TEE Jens Hübschen Martina Lammel Rainer Klutsch Heike Boomgaarden                              | KREATIVE KÖPFE (JUGENDKUNSTSCHULE, HEILBRONN) Dora Koch Peter Böhringer Christine Tuschner Lisa Klimaschewski               | KREATIVE KÖPFE (JUGENDKUNSTSCHULE, HEILBRONN) Filo Wolff Ella Schirmer Liv Gneissl Sarah Müller                       |
| 04    | 13. September 2018                                       | STARKE STIMMEN Isabel Varell Giovanni Zarrella Stefan Mross Anna-Carina Woitschack                         | WASSERRATTEN (SFC NAHETAL 05, BAD KREUZNACH) Stefan Nerbas Lena Blaschke Nina Bast Paul Ngahan                              | WASSERRATTEN (SFC NAHETAL 05, BAD KREUZNACH) Dominik Hauch Timothé Ngahan Matilda Ngahan Paul Kaffine                 |
| 05    | 14. September 2018                                       | KAMERA Marco Schreyl Sabine Heinrich Janine Kunze Ingolf Lück                                              | KOCHLÖFFEL (VEREIN MINIKÖCHE) Gerhard Mayer Johannes Wendelstein Eva-Maria Seitz Bernd Rosenkranz                           | KOCHLÖFFEL (VEREIN MINIKÖCHE) Lisa Schäfer Timo Hartmann Niklas Benz Dennis Rein                                      |
| 06    | 17. September 2018 (Produktion am 7. Juli 2018 in Köln)  | REDEN & SINGEN Dennis Wilms Maximilian Arland Bodo Bach Susanne Fröhlich                                   | BEWEGEN & SPRINGEN (TURNVEREIN BAD BERGZABERN) Lars Weller Jannik Dietrich David Jäger Dario Weis                           | BEWEGEN & SPRINGEN (TURNVEREIN BAD BERGZABERN) Florian Nehring Sarah Hupfer Nils Schörringer Marie Schörringer        |
| 07    | 18. September 2018                                       | BÜHNE & GESANG Anita Hofmann Alexandra Hofmann Jörg Knör Janine Kunze                                      | ZEIT & KOMPASS (PFADFINDER, SAARBRÜCKEN) Caro Zahn Maite Andersen Felix Henne Alexander Schrickel Edith Jung                | ZEIT & KOMPASS (PFADFINDER, SAARBRÜCKEN) Franz Schug Gorgia Simmons Luise Weber Piet Engel                            |
| 08    | 19. September 2018                                       | SKETCH & DRAMA Abdelkarim Zemhoute Joyce Ilg Antoine Monot, Jr. Isabel Varell                              | SPIELEN & LERNEN (AWO-KINDERBETREUUNG) Heidi Lesiow Anita Rist Daniel Bendigs Sonja Roscillo                                | SPIELEN & LERNEN (AWO-KINDERBETREUUNG) Pietro Montangero Sofia Cavallo Moritz Koch Siyar Kara                         |
| 09    | 20. September 2018                                       | TAKTGEFÜHL Kristina Bach Joachim Llambi Linda Hesse Henning Krautmacher                                    | TUSCH (IDARER-KARNEVALSGESELLSCHAFT, IDAR-OBERSTEIN) Stefan Dalheimer Sandra Pape Fred Risch Andrea Zillig                  | TUSCH (IDARER-KARNEVALSGESELLSCHAFT, IDAR-OBERSTEIN) Jolina Risch Lea-Sophie Schärf Marie Kristin Greiß Emilia Braun  |
| 10    | 21. September 2018                                       | WORT & WITZ Özcan Coşar Heinrich Del Core Ingo Oschmann Christian "Chako" Habekost                         | KÜR & PFLICHT (ERC DIETZ) Kornelia Rücker Thomas Rücker Monika Lucht Rebecca Zimmermann                                     | KÜR & PFLICHT (ERC DIETZ) Fabienne Rücker Bernadette Lucht Vanessa Hagen Annika Salzmann                              |
| 11    | 24. September 2018                                       | WITZ & WISSEN Dennis Wilms Hendrike Brenninkmeyer Alice Hoffmann Christoph Sonntag                         | PUCK & SCHLÄGER (MAD DOGS, MANNHEIM) Udo Sofian Stephanie Simon Melanie Steigner Klaus Toni Kohl                            | PUCK & SCHLÄGER (MAD DOGS, MANNHEIM) Alessia Steigner Colin Simon Tyler Weissmann Alexey Hannes Leimann               |
| 12    | 25. September 2018 (Produktion am 10. Juli 2018 in Köln) | LECKER & LUSTIG Tarik Rose Natalie Lumpp Rüdiger Hoffmann Bernd Stelter                                    | LANG & WENDIG (TSV ETTLINGEN) Konstantin Hens Sandra Kegreis Nikolas Neumann Steffen Gneitling                              | LANG & WENDIG (TSV ETTLINGEN) Milan Fömmel Felicitas Frey Flavia Lübben Lea Stiegeritz                                |
| 13    | 26. September 2018                                       | DIE FALLERS Alessio Hirschkorn Ursula Cantieni Peter Schell Anne von Linstow                               | PFÄLZER KICKER (SG LIMBURGERHOF) Detlef Sandel Philip Hafner Angela Kraemer Heiko Kraemer                                   | PFÄLZER KICKER (SG LIMBURGERHOF) Jannis Wilhelmi Constantin Sandel Mathis Kraemer Leo Dietz                           |
| 14    | 27. September 2018                                       | KAMERA AB! Ulla Kock am Brink Christoph Sonntag Susanne Fröhlich Maximilian Arland                         | BÜHNE FREI (STÄDTLESKOMEDE NEUFFEN) Dieter Hamak Marie Gluske Katja Göller Thomas Pfisterer                                 | BÜHNE FREI (STÄDTLESKOMEDE NEUFFEN) Max Reichert Tabea Koring Simon Kuchinke Benjamin Koring                          |
| 15    | 28. September 2018                                       | RAMPENLICHT Joyce Ilg Antoine Monot, Jr. Isabel Varell Giovanni Zarrella                                   | FEUERLÖSCHER (JUGENDFEUERWEHR, KAISERSLAUTERN) Barbara Reidenbach Ralf Schwarz Uwe Chelius Leonie Korb                      | FEUERLÖSCHER (JUGENDFEUERWEHR, KAISERSLAUTERN) Tim Josef Berberich Erik Jung Ben Luca Theobald Sebastian Harth        |
| 16    | 1. Oktober 2018                                          | RADIO GAGA Stefanie Tücking Claudia Jung Ingo Appelt Kemal Goga                                            | MANEGE FREI (CIRCUS CIRCULI ZIMT & ZUCKER) Thomas Schäberle Carina Reyes Annabell Ehrmann Lena Biedlingmayer                | MANEGE FREI (CIRCUS CIRCULI ZIMT & ZUCKER) Emma Bez Helena Glänzel Lotte Weise Saphira Seyfang                        |
| 17    | 2. Oktober 2018                                          | SCHERZKEKSE Michael Kessler Bernd Stelter Rüdiger Hoffmann Henning Krautmacher                             | KREISLÄUFER (HSG TRIEFELS) Frank Zimmerle Sabine Burkhard Sarah Bosch Arno Lauth                                            | KREISLÄUFER (HSG TRIEFELS) Veith Bosch Janosch Lauth Nick Zimmerle Zoé Zimmerle                                       |
| 18    | 4. Oktober 2018                                          | TANZBEIN Gil Ofarim Kristina Bach Regina Halmich Joachim Llambi                                            | TONLEITER (KINDER- UND JUGENDCHOR PLAIDT.e. V.) Erwin Orth Swenja Thur Annika Pistona Colin Schäfer                         | TONLEITER (KINDER- UND JUGENDCHOR PLAIDT.e. V.) Miro Schäfer Sarah Pistono Janika Kraus Magdalena Röder               |
| 19    | 5. Oktober 2018                                          | LAUT & LUSTIG Marc Marshall Claudia Jung Ingo Appelt Jane Comerford                                        | FLORETT & SÄBEL (MAINZER TURNVEREIN, ABTEILUNG FECHTEN) Georg Rothe Gunilla Graudins Alena Larres Vincent Bock              | FLORETT & SÄBEL (MAINZER TURNVEREIN, ABTEILUNG FECHTEN) Catalin Graudins Catherine Rothe Felix Larres Malte Eberhardt |
| 20    | 8. Oktober 2018                                          | STRAMME WADEN (VOXXCLUB) Christian Schild Korbinian Arendt Stefan Raaflaub Michael Hartinger Florian Claus | FLOTTE FLITZER (RMV STEINENBRONN) Werner Hildebrand Marcel Rühle Andrea Sieber Marc-Andre Hildebrand                        | FLOTTE FLITZER (RMV STEINENBRONN) Niklas Epp Mia Junge Aydeniz Öztürk Lukas Salamatov                                 |
| 21    | 9. Oktober 2018                                          | SPORTMODERATOREN Peter Großmann Ulrike von der Groeben Julia Scharf Werner Hansch                          | BALL-ERINAS (1. FFC KAISERSLAUTERN e. V.) Svenja Mühlenbrock Manuela Fuchs Alisha Enders Jana Becker                        | BALL-ERINAS (1. FFC KAISERSLAUTERN e. V.) Mia Grünenwald Helena Sophie Bierz Lena Josten Lea Sophie Weienberger       |
| 22    | 10. Oktober 2018                                         | KAFFEE ODER TEE Marius Zimmermann Evelin König Timo Böckle Stina Spiegelberg                               | TÜFTELN & BASTELN (TECHNOSEUM, MANNHEIM) Christiane Sutter Bettina Nolte Alexander Wolny Axel Kantelberg                    | TÜFTELN & BASTELN (TECHNOSEUM, MANNHEIM) Tim-Felix Lipka Anabel Reinle Marcel Beyer Nick Ames                         |
| 23    | 11. Oktober 2018                                         | LAUT & LUSTIG Giovanni Zarrella Marco Rima Ruth Moschner Gayle Tufts                                       | KICK & STEP (1. KTC BAD KREUZNACH) Christiane Knoblach Andreas Knoblach Christian Steil Milena Kusch                        | KICK & STEP (1. KTC BAD KREUZNACH) Alina Maurer Louisa Steil Anastasia Forsch Gina Haß                                |
| 24    | 12. Oktober 2018                                         | STIMMWUNDER Ella Endlich Leonard Schenker Laura Wilde Björn Landberg                                       | ANHEIZER (CHEERLEADER TUS 04 MONZINGEN) Stephanie Thies Dorothee Sauerwald-Proba Mario Helfenstein Stephanie Franzmann      | ANHEIZER (CHEERLEADER TUS 04 MONZINGEN) Vivienne Jaborek Melissa Tosun Maja Friedrich Stella Helfenstein              |
| 25    | 15. Oktober 2018                                         | POINTE Kai Kramosta Alain Frei Tahnee Schaffarczyk Lars Reichow                                            | LAMPENFIEBER (FESTSPIELE BREISACH) Angela Libal Corinna Steible Alexandra Laurenat Sophie Laurenat                          | LAMPENFIEBER (FESTSPIELE BREISACH) Nick Steible Luca Nowag Michel Wendlandt Yara Kienzler                             |
| 26    | 16. Oktober 2018                                         | BABBELN & SCHWÄTZEN Lars Niedereichholz Ande Werner Petra Binder Doris Reichenauer                         | BAGGERN & PRITSCHEN (TV ROTTENBURG, ABT. VOLLEYBALL) Patrick Schreiner Timo Baur Timon Schippmann Jan Scheuermann           | BAGGERN & PRITSCHEN (TV ROTTENBURG, ABT. VOLLEYBALL) David Dornauf Marc Schulz Finley Mach Karim Elayouti             |
| 27    | 17. Oktober 2018                                         | HEISSE RHYTHMEN Christian Polanc Massimo Sinató Isabel Edvardsson Cale Kalay                               | HARTE WERFER (RHEIN-NECKAR-LÖWEN) Jennifer Keltermann Oliver Roggisch Christiane Marterer Tobias Scholtes                   | HARTE WERFER (RHEIN-NECKAR-LÖWEN) Lars Knaus Jonas Fischer Jan Knaus Lennox Roth                                      |
| 28    | 18. Oktober 2018                                         | FRÜHAUFSTEHER Sven Lorig Susan Link Anna Planken Till Nassif                                               | TIERFREUNDE (KONTIKI MUNDENHOF) Monika Ketterer Markus Stickling Christa Striby Alisa Dettweiler                            | TIERFREUNDE (KONTIKI MUNDENHOF) Felix Becker Mattis Schmidt Amelie Bürger Helen Vallant                               |
| 29    | 19. Oktober 2018                                         | FEUERHERZ Sebastian Wurth Martijn „Matt“ Stoffers Dominique Bircan Baltas Karsten Walter                   | BERGSTEIGER (DEUTSCHER ALPENVEREIN, SEKTION HEILBRONN e. V.) Jenice Munz Marcel Dippon Miriam Steinepreis Michaela Schwenk  | BERGSTEIGER (DEUTSCHER ALPENVEREIN, SEKTION HEILBRONN e. V.) Lina Wittek Lena Saupp Emilia Piekatz Mattis Jung        |
| 30    | 22. Oktober 2018                                         | WORT & WITZ Bodo Bach Ruth Moschner Jeannine Michaelsen Giovanni Zarrella                                  | HELAU & ALAAF! (PRÜMER KARNEVALSGESELLSCHAFT 1881 e. V.) Johannes Reuschen Doris Juchems-Schmitz Peter Wind Irmi Hannegrefs | HELAU & ALAAF! (PRÜMER KARNEVALSGESELLSCHAFT 1881 e. V.) Susanna Keil Lena Maria Ludes Hannah Schmitz Elina Moll      |
| 31    | 23. Oktober 2018                                         | BAGGERN & SCHMETTERN Julius Brink Jonas Reckermann Katrin Holtwick Chantal Laboureur                       | NADEL & FADEN (HÄKEL-AG, WEINSTADT) Susanna Kando Cathleen Schultheis Melanie Nerfzer Michael Lutzeyer                      | NADEL & FADEN (HÄKEL-AG, WEINSTADT) Philine Prasser Nils Schultheis Phil Nerfzer Jannis Lämmle                        |
| 32    | 24. Oktober 2018                                         | BLOND & SCHÖN Hansy Vogt Sonya Kraus Alena Fritz Michaela Schaffrath                                       | ZAUBERKÜNSTLER (ZAUBEREI UND ILLUSION, TÜBINGEN) Julius Frack Stephanie Bäzner Axel Dedering Eckart Felzmann                | ZAUBERKÜNSTLER (ZAUBEREI UND ILLUSION, TÜBINGEN) Mia Felzmann Minna Bäzner Finn Bäzner Noah Kayser                    |
| 33    | 25. Oktober 2018                                         | OLYMPIAHELDEN Lars Riedel Ulrike Nasse-Meyfarth Heike Henkel Klaus Wolfermann                              | KRAFTPAKETE (RUGBY CLUB WORMS e. V.) Ralf Heiser Gregor Krauss Stefan Strauss Marika Karapanagiotidis                       | KRAFTPAKETE (RUGBY CLUB WORMS e. V.) Anna Karapanagiotidis Paula Hacker Lasse Heiser Niklas Dannhauer                 |
| 34    | 26. Oktober 2018                                         | WORTKÜNSTLER Yared Dibaba Katja Burkard Bürger Lars Dietrich Birgit Lechtermann                            | GIPFELSTÜRMER (SCHWARZWALDVEREIN AICHHALDEN) Sandra Kimmich Wolfgang Fischinger Jürgen Moosmann Bettina Fischinger          | GIPFELSTÜRMER (SCHWARZWALDVEREIN AICHHALDEN) Leon Fischinger Jette Faisst Niclas Moosmann Carla Kimmich               |
| 35    | 29. Oktober 2018                                         | WETTERFRÖSCHE Donald Bäcker Claudia Kleinert Katja Horneffer Gunther Tiersch                               | SCHLAUFÜCHSE (FRIEDRICH SCHILLER GYMNASIUM, MARBACH) Natalia Sipos Su Bei Zhou Han Steffen Adelhelm Judith Geiger           | SCHLAUFÜCHSE (FRIEDRICH SCHILLER GYMNASIUM, MARBACH) Alfons Alterer Alexander Neumann Manuel Berger Julia Stern       |
| 36    | 30. Oktober 2018                                         | STURM DER LIEBE Sandro Kirtzel Désirée von Delft Max Beier Florian Frowein                                 | FLINKE FÜSSE (CARPOEIRA-VEREIN, SAARBRÜCKEN) Henrique Da Silva Ramos Julian Jardelot Joshua Ngoumou Patrizia Selzer         | FLINKE FÜSSE (CARPOEIRA-VEREIN, SAARBRÜCKEN) Larissa Macaluso Raik Calenborn Samuel Mohr Ella-Renée Koch              |
| 37    | 31. Oktober 2018                                         | LICHTBLICK Rebecca Schellhorn Anna Hirschmann Louiza Moorbeck Lisa Aberer                                  | ANPFIFF (FC SPEYER 09 e. V.) Sebastian Ebeling Helmut Back Vanessa Schäffner Peter Hohmann                                  | ANPFIFF (FC SPEYER 09 e. V.) Julian Schemenauer Christoph Borzyk Leon Drechsler Leonard Graf Marvin Kindler           |
| 38    | 2. November 2018                                         | LANGE BEINE Peyman Amin Alena Fritz Franziska Reichenbacher Sonya Kraus                                    | DICKE BACKEN (KOLPINGSKAPELLE HAMBACH) Gabriele Stahl Sylvia Guntermann Patricia Becker Manuel Grund                        | DICKE BACKEN (KOLPINGSKAPELLE HAMBACH) Jolanda Dehm Joona Vagts Tilbe Sahin David Wang                                |
| 39    | 5. November 2018                                         | FAMILIE MOCKRIDGE Bill Mockridge Margie Kinsky-Mockridge Liam Mockridge Nicholas Mockridge                 | SCHULBANK (CHRISTIAN-KRETZSCHMAR-SCHULE, MERZIG) Christoph Goergen Lucas Garbe Pia Hewer Bärbel Schaaf                      | SCHULBANK (CHRISTIAN-KRETZSCHMAR-SCHULE, MERZIG) Katrin Gajt Valerie Hünnemeyer Simon Reiter Lea Zimmer               |
| 40    | 6. November 2018                                         | LEICHT & LOCKER DJ Bobo Marijke Amado Francine Jordi Kamilla Senjo                                         | KÜNSTLERKIDS (KULTURAKADEMIE STIFTUNG KINDERLAND) Anna Grimmeißen Jochen Wilms Julia Kovar-Mühlhausen Joachim Lerch         | KÜNSTLERKIDS (KULTURAKADEMIE STIFTUNG KINDERLAND) Dorothee Kolckmann Philipp Weiland Hannah Suhm Johannes Braun       |